# Донецк в филателии

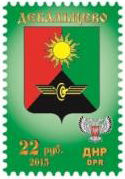
Марка ДНР из стандартной серии «Гербы городов Донецкой Народной Республики». Дебальцево (2015, № 16)

Тема «Доне́цк в филатели́и» — совокупность филателистических материалов (знаков почтовой оплаты, штемпелей и прочего), посвящённых городу Донецк или связанных с ним.

## Краткое описание
Город Донецк (ранее — Юзовка и Сталино) и его история отражены на почтовых марках и других филателистических материалах дореволюционного времени, Советского Союза, независимой Украины и Донецкой Народной Республики.

Дореволюционные открытки с видами Юзовки
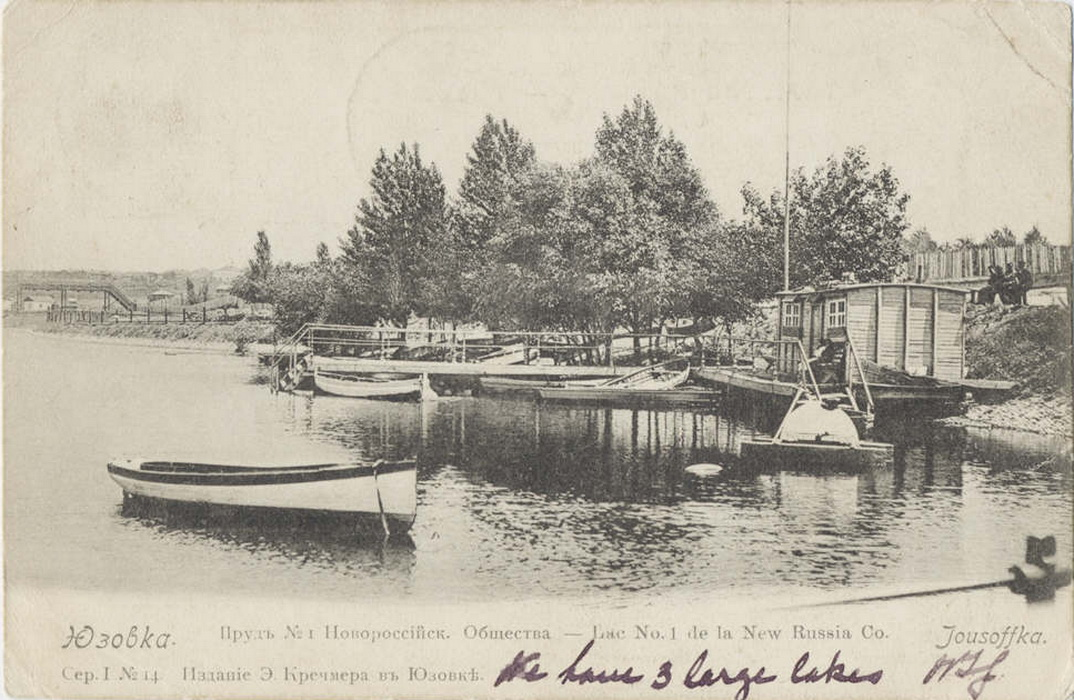
Лодочная станция на Первом пруду возле городского сада (начало XX века)
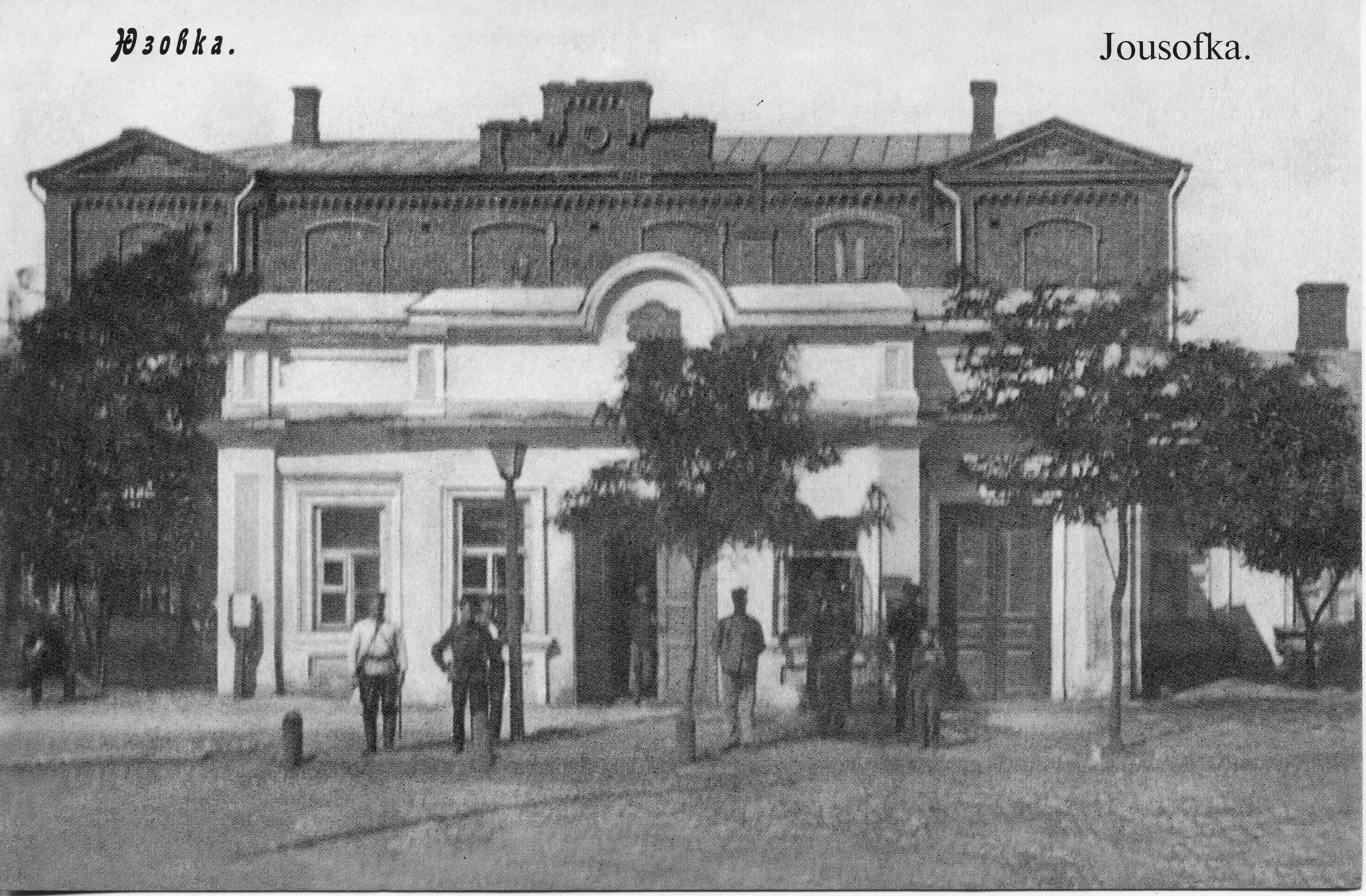
Почтово-телеграфная контора в Юзовке (между 1904 и 1909)

Почтой СССР, Украины и Донбасса выпущено немало почтовых марок, художественных маркированных и немаркированных почтовых конвертов и односторонних почтовых карточек с оригинальной маркой, тематика которых была связана с Донецком.
В 1992—1994 годах в почтовом обращении города применялись провизории.
К коллекционным материалам на донецкую тематику относятся также различные календарные, франкировальные, льготные и специальные почтовые штемпели.

## Почтовые марки

### Российская империя

#### Общегосударственные марки
Основанный в 1869 году посёлок Юзовка (Юзово) входил в состав Бахмутского уезда Екатеринославской губернии, на территории которого для оплаты почтовой корреспонденции употреблялись общегосударственные марки Российской империи:

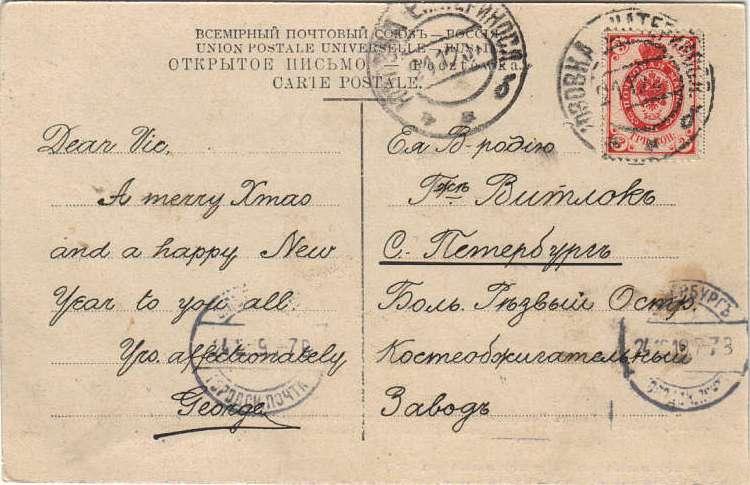
Дореволюционная открытка, отправленная из Юзовки в Санкт-Петербург и франкированная трёхкопеечной стандартной маркой Российской империи 1903 года(Sc #57). Текст рождественского поздравления написан отправителем на английском языке

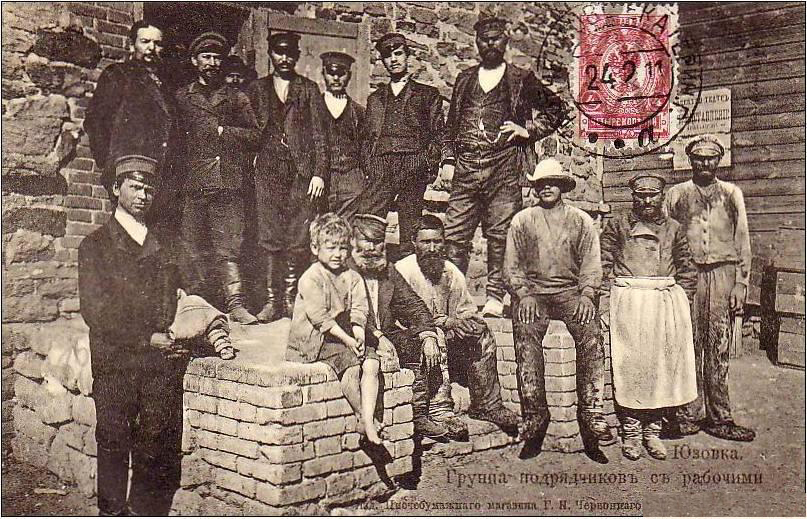
Дореволюционная открытка, изображающая группу подрядчиков с рабочими в Юзовке. Издана писчебумажным магазином Т. Червоного. На открытке стандартная марка Российской империи 1909 года(Sc #76), погашенная календарным штемпелем Рутченково с датой от 24 февраля 1911 года

#### Земские марки
Помимо общегосударственных, в дореволюционный период также имели хождение земские почтовые марки. В 1901 году был осуществлён единственный выпуск земских марок Бахмутского уезда, который был отпечатан в Экспедиции заготовления государственных бумаг. При этом использовался новый дизайн земских марок, вошедший в историю земской почты как бахмутский тип. Всего было выпущено два вида марок Бахмутского уезда номиналом в 1 и 3 копейки.
Известна также земская марка Донецкого уезда 1879 года. Однако она не имеет отношения к современному Донецку, так как этот уезд был образован в составе Области Войска Донского, а его административным центром являлась Каменская окружная станица (ныне город Каменск-Шахтинский Ростовской области).

Земские почтовые марки
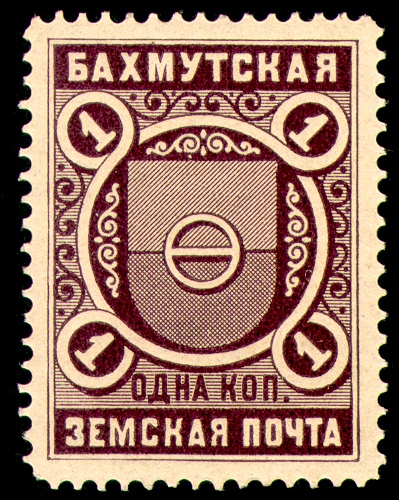
Бахмутский уезд (1901, Чучин[1] № 1)
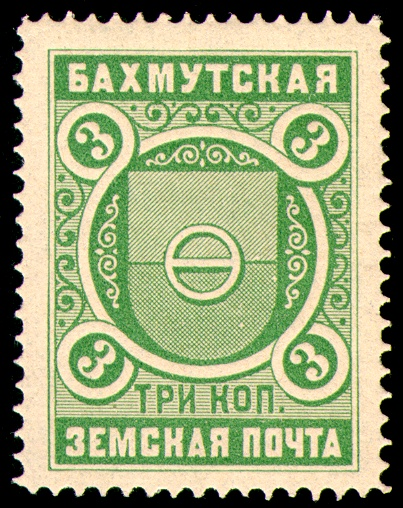
То же (Чучин № 2)
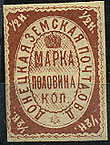
Донецкий уезд (1879, Чучин № 1)

### СССР
В советский период городу Донецку была непосредственно посвящена лишь одна почтовая марка СССР. В июле 1969 года вышла в почтовое обращение марка «К 100-летию Донецка» (ЦФА [АО «Марка»] № 3777), на которой был изображён памятник «Слава шахтёрскому труду». Номинал марки — 4 копейки, цвет марки — серебристый и лиловый, тираж марки — 5 млн экземпляров, печать — глубокая, зубцовка — рамочная 11½. Автор рисунка марки — художник А. Олейник.
Помимо этого, донецкую тему можно встретить на оригинальных марках, помещённых на художественном маркированном конверте и односторонней почтовой карточке, которые выходили соответственно по случаю проводившихся в Донецке VIII Международного конгресса по обогащению углей (1979, № 13326) и филателистической выставки «Бохум—Донецк» (1990).
Донецкую тематику дополняют почтовые марки с изображением персоналий, связанных с городом и его историей. Среди них — Фёдор Андреевич Сергеев (председатель СНК Донецко-Криворожской республики, председатель исполкома Донецкой губернии), Иван Павлович Бардин (работал на Юзовском металлургическом заводе в 1911—1915 годах), Дмитрий Николаевич Медведев (полномочный Особого отдела Донецкой ЧК, начальник Особого отдела Сталинского оперсектора в 1920-е годы), Иван Алексеевич Акулов (первый секретарь Донецкого обкома партии в 1932—1933 годах), Никита Сергеевич Хрущёв (начинал свою рабочую и партийную биографию в Юзовке), Полина Астахова (жила и тренировалась в Донецке) и др.

Почтовые марки СССР на донецкую тематику
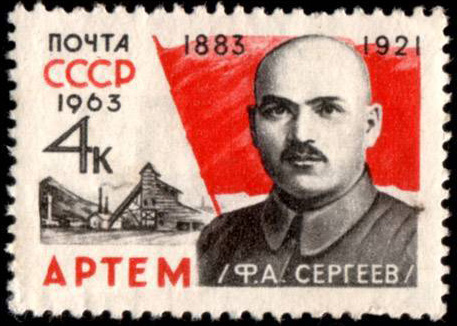
1963: марка с портретом Артёма (Ф. А. Сергеева) — в его честь названа центральная улица Донецка и установлен памятник. Художник А. Завьялов (ЦФА [АО «Марка»] № 2964)
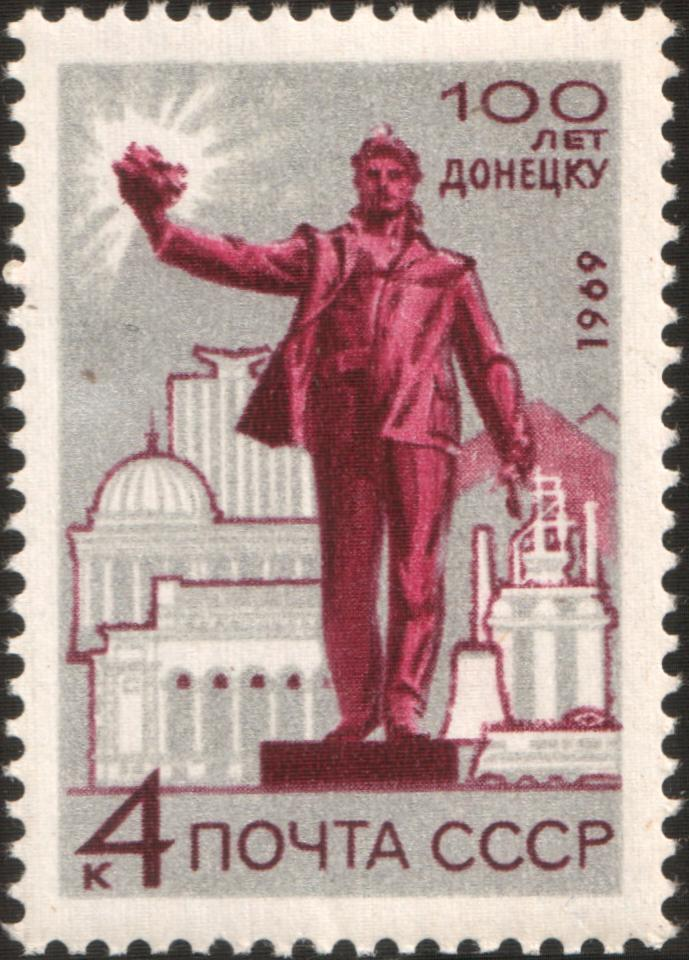
1969: марка «К 100-летию Донецка». Художник А. Олейник (ЦФА [АО «Марка»] № 3777)
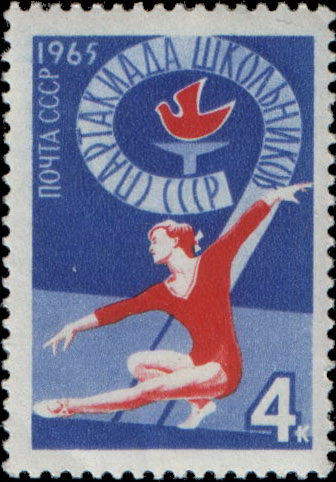
1965. Полина Астахова на почтовой марке СССР, посвящённой IX Всесоюзной Спартакиаде школьников в Минске[3].
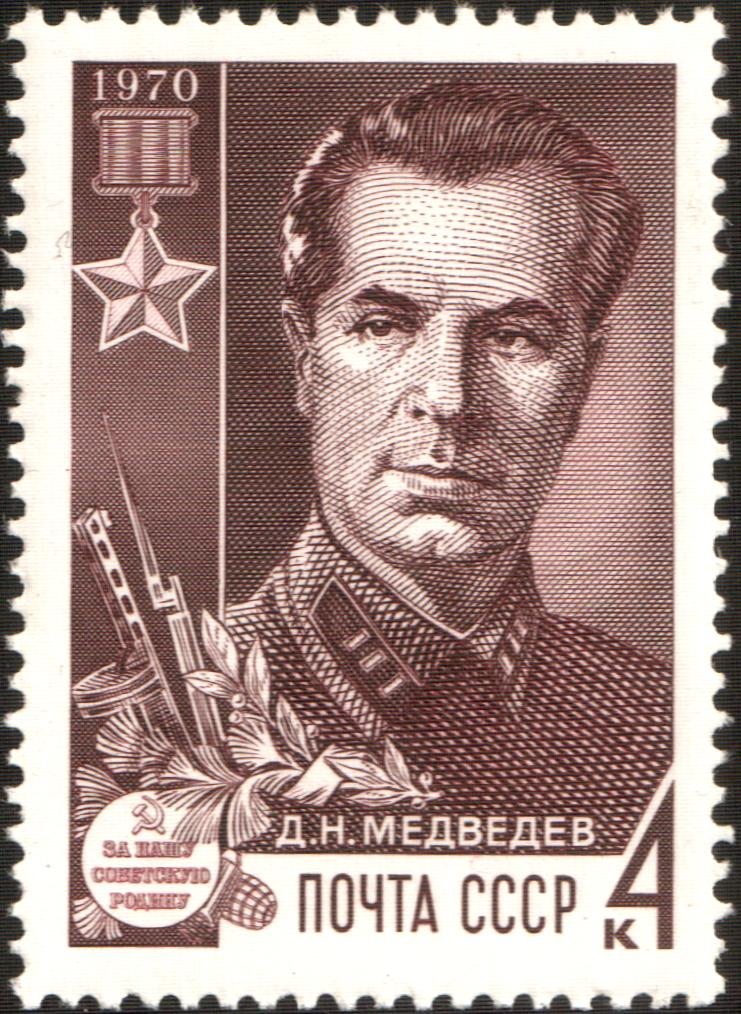
1970: марка, посвящённая Д. Н. Медведеву. Художник Н. Присекин (ЦФА [АО «Марка»] № 3873)
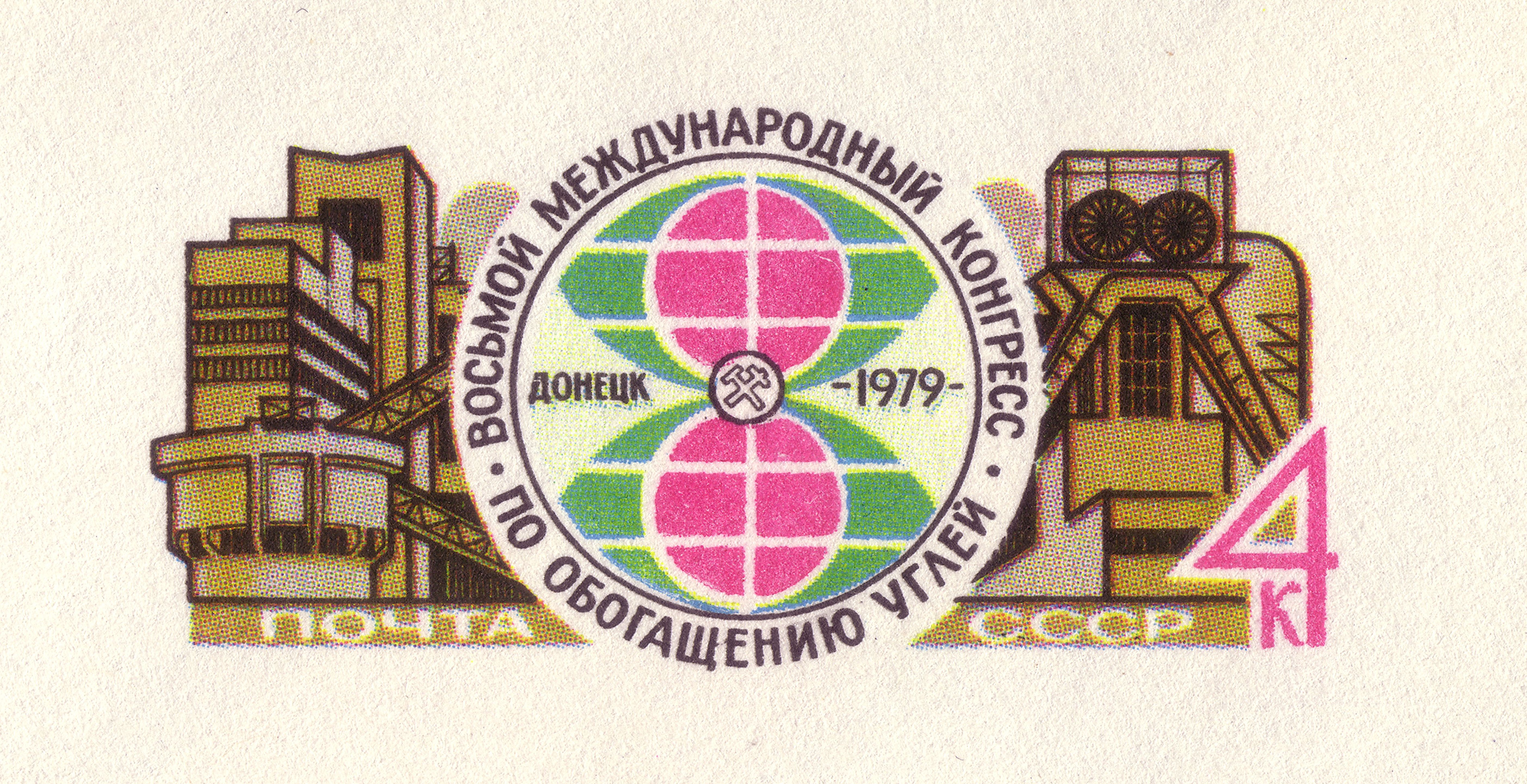
1979: оригинальная марка на художественном маркированном конверте «VIII Международный конгресс по обогащению углей», на котором был также изображён конференц-зал донецкой гостиницы «Шахтёр»
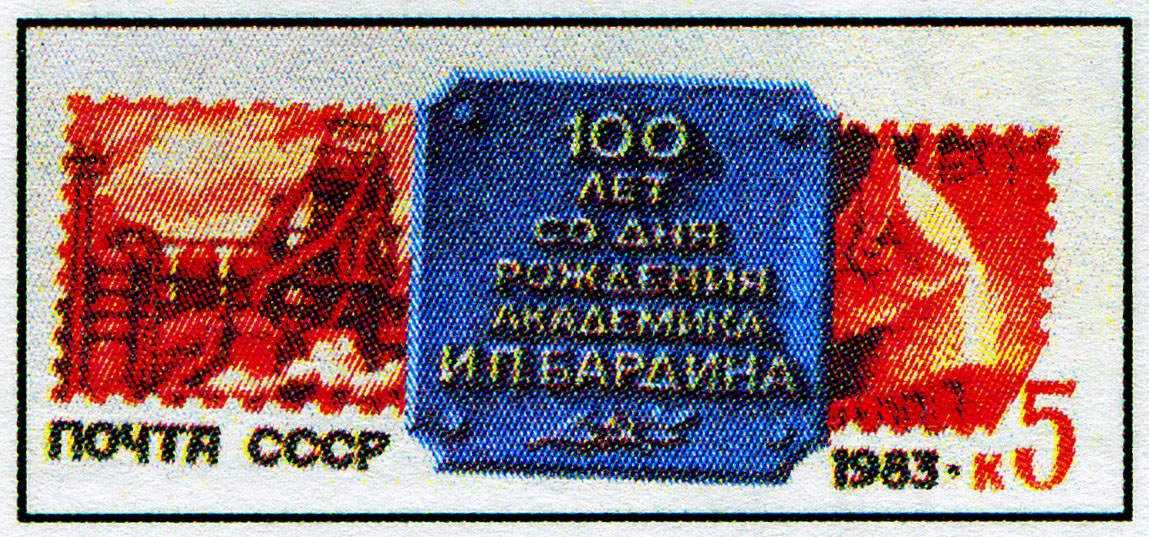
1983: оригинальная марка на художественном маркированном конверте «100 лет со дня рождения академика И. П. Бардина»
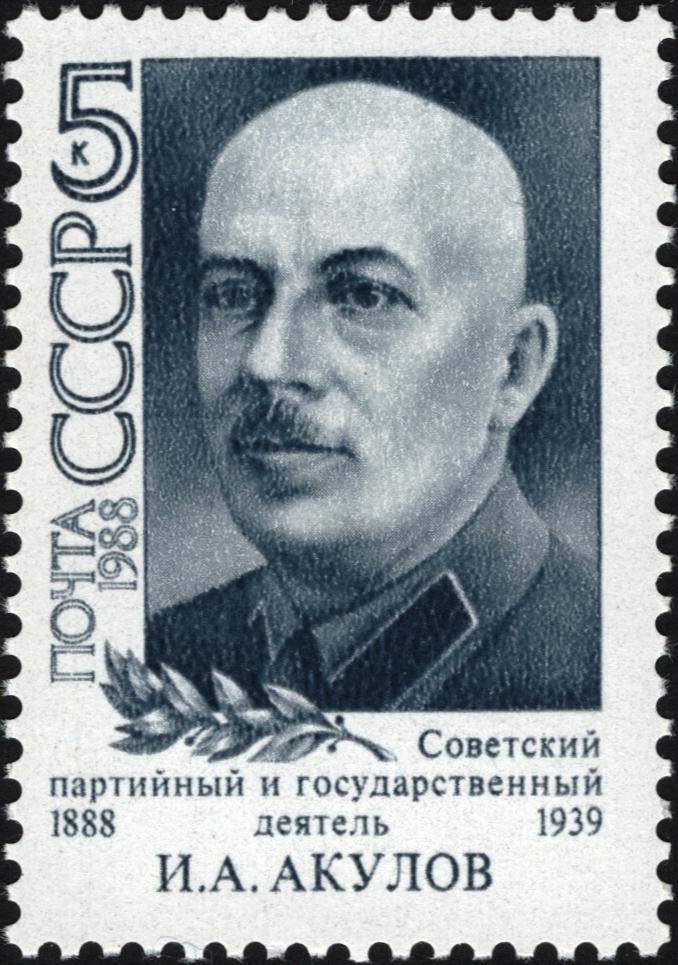
1988: марка «К 100-летию со дня рождения И. А. Акулова». Художник В. Карцев (ЦФА [АО «Марка»] № 5938)
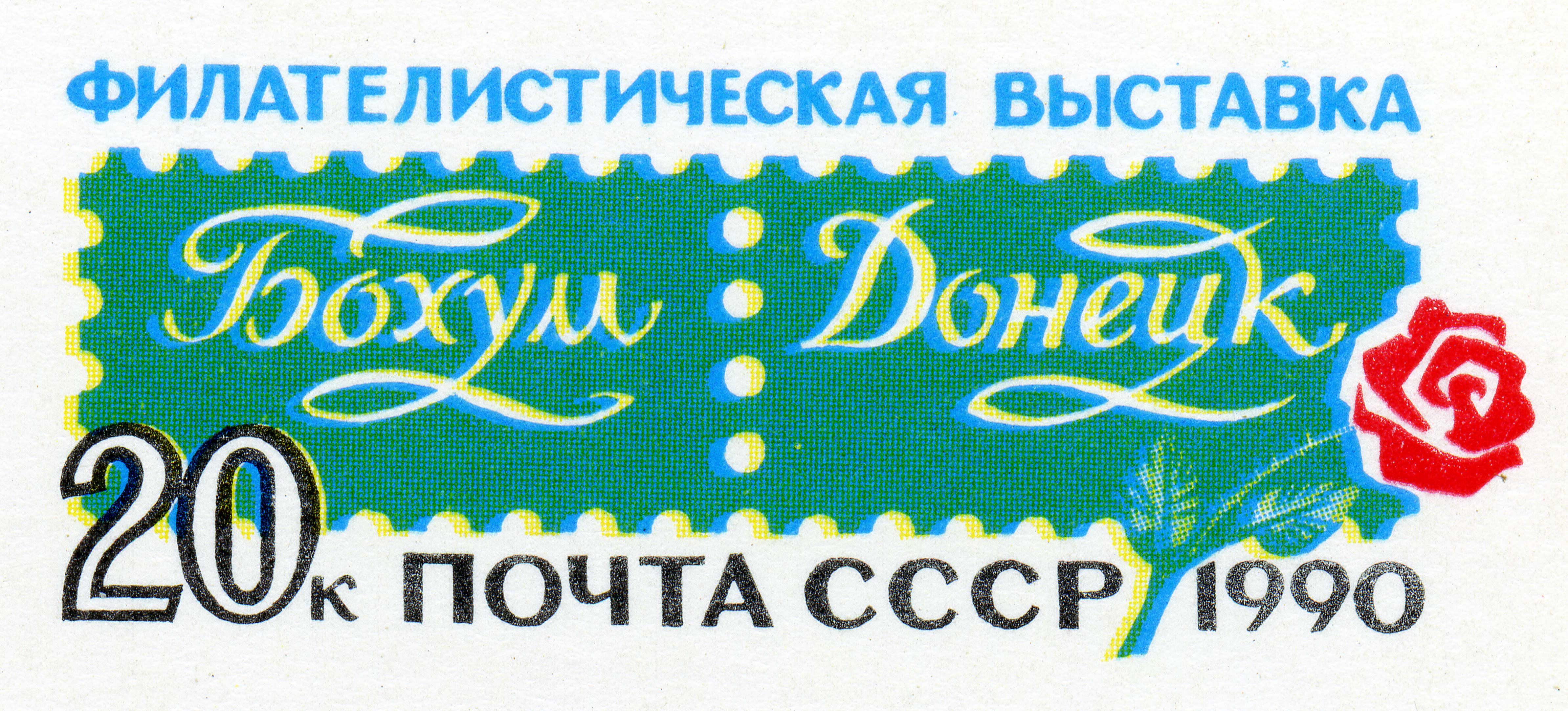
1990: марка на односторонней почтовой карточке с оригинальной маркой «Филателистическая выставка „Бохум—Донецк“»

### Украина
На почтовых выпусках независимой Украины Донецк представлен относительно чаще. Так, на марке «Национальная филателистическая выставка. Донбасс — шахтёрский край», поступившей в обращение 28 мая 2000 года, были изображены силуэт памятника «Слава шахтёрскому труду», мост через Первый городской пруд в парке Щербакова и здание Первого Украинского международного банка. Номинал марки — 30 копеек, тираж марки — 200 000, зубцовка — гребенчатая 12¼ × 11¾, размер — 52 × 25 мм; выпускалась в листах по 35 штук (5 × 7). Номер этой марки в каталоге издательства «Марка України» — 323 (Mi #380).
31 мая 2002 года были выпущены почтовые марки и блок «Оперные театры Украины». На одной из марок был изображён Донецкий театр оперы и балета (Mi #506). Номинал марки — 1 гривна 25 копеек, размер — 40 × 28 мм, зубцовка 11,6 × 11,6. Эта же марка была помещена на почтовом блоке (Mi #Block 36), который был признан одним из лучших украинских выпусков, получив второе место в номинации «Лучшие марки 2002 года».
Донецкая дирекция «Укрпочты» подготовила к проведению чемпионата Европы по футболу 2012 года марки на региональную тематику. В Донецке проходили матчи группового турнира, четвертьфинал и полуфинал «Евро-2012». В связи с этим были выпущены восемь новых марок, напечатанных двумя сцепками по четыре штуки, — «Города-хозяева УЕФА Евро 2012» и «Футбольные арены УЕФА Евро 2012», тираж каждой сцепки 200 000 экземпляров, стоимость одной марки 4,80 грн, где Донецк представлен среди других городов-участников. В каждой сцепке одна марка посвящена Донецку. На одной марке изображен Донецкий национальный академический театр оперы и балета имени А. Б. Соловьяненко, а на второй — стадион «Донбасс Арена». 28 мая на донецком Главпочтамте прошла церемония гашения марок, в которой первыми погасили марки донецкий городской голова Александр Лукьянченко и руководитель донецкой дирекции «Укрпочты» Николай Дремов.
25 сентября 2012 года был введён в обращение почтовый блок № 104 «80 лет Донецкой области» с изображением международного аэропорта «Донецк» имени Сергея Прокофьева на марке и официального логотипа празднования юбилея области на полях блока. Номинал марки — две гривны. Блок выпущен тиражом 80 тысяч экземпляров. На главпочтамте
Донецка в этот день было выполнено спецгашение.
На почтовых выпусках Украины также встречаются известные дончане. В частности, один из почтовых конвертов с оригинальной маркой, вышедший в 2008 году, посвящён Василию Стусу, который учился на историко-филологическом факультете Донецкого государственного педагогического университета и занимался в литературной студии под руководством Т. Духовного, а на почтовом блоке «Оперные театры Украины» изображены Вадим Писарев и Инна Дорофеева.
В 2006 году «Укрпочта» выпустила марку, на которой изображена донецкая гимнастка Лилия Подкопаева. Однако в этом случае, как уточнила тогдашний директор дирекции «Издательство „Марка Украины“» УГППС «Укрпошта» Валентина Худолей, была изготовлена почтовая продукция с фотографией Л. Подкопаевой в рамках услуги «Собственная марка», действующей с 2007 года. Услуга эта заключается в том, что любой желающий может заказать персонифицированные марки с каким-либо личным изображением на купоне, соединённом с обычной почтовой маркой. К 2008 году подобные персонифицированные марки имели уже тысячи граждан Украины.

Почтовые марки Украины на донецкую тематику
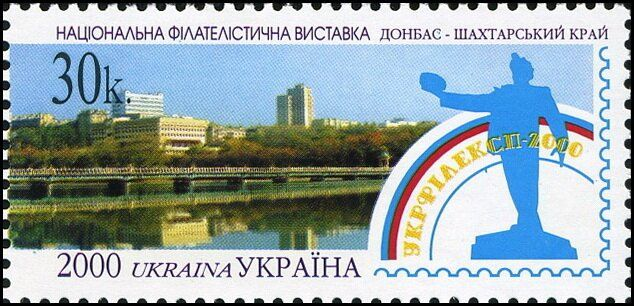
2000: Национальная филателистическая выставка «Донбасс — шахтёрский край» (Mi #380)
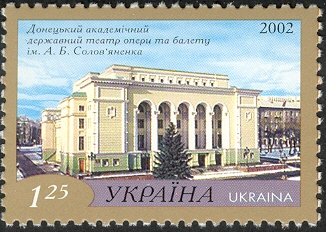
2002: марка «Донецкий театр оперы и балета» (Mi #506)
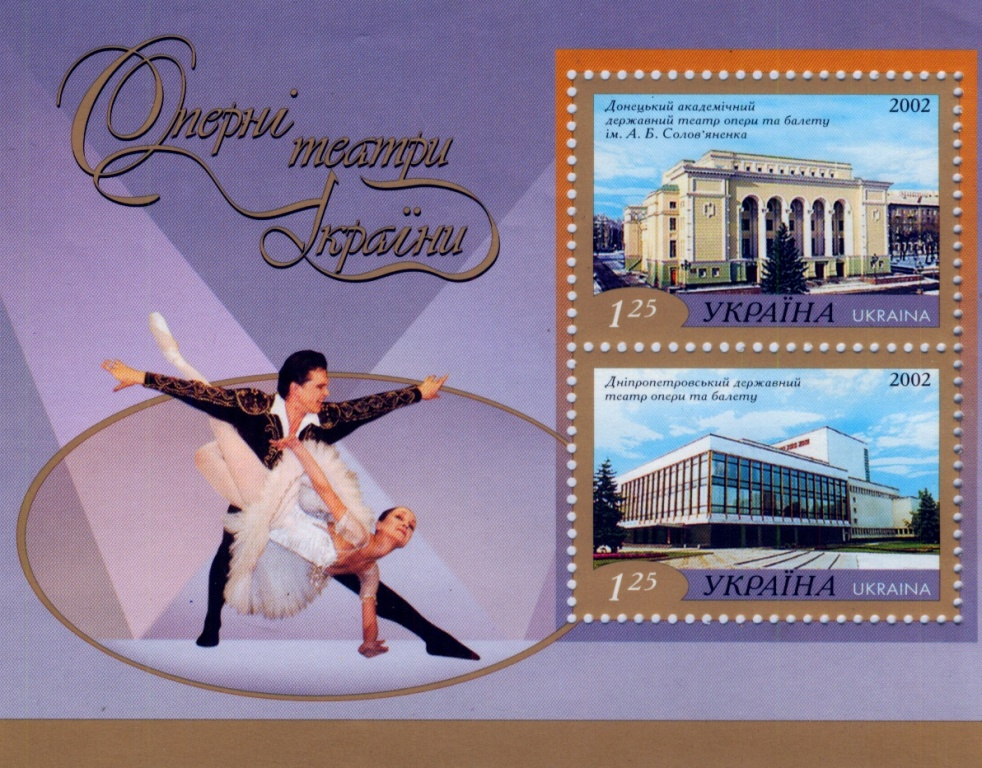
2002: блок «Оперные театры Украины» (Mi #Block 36)
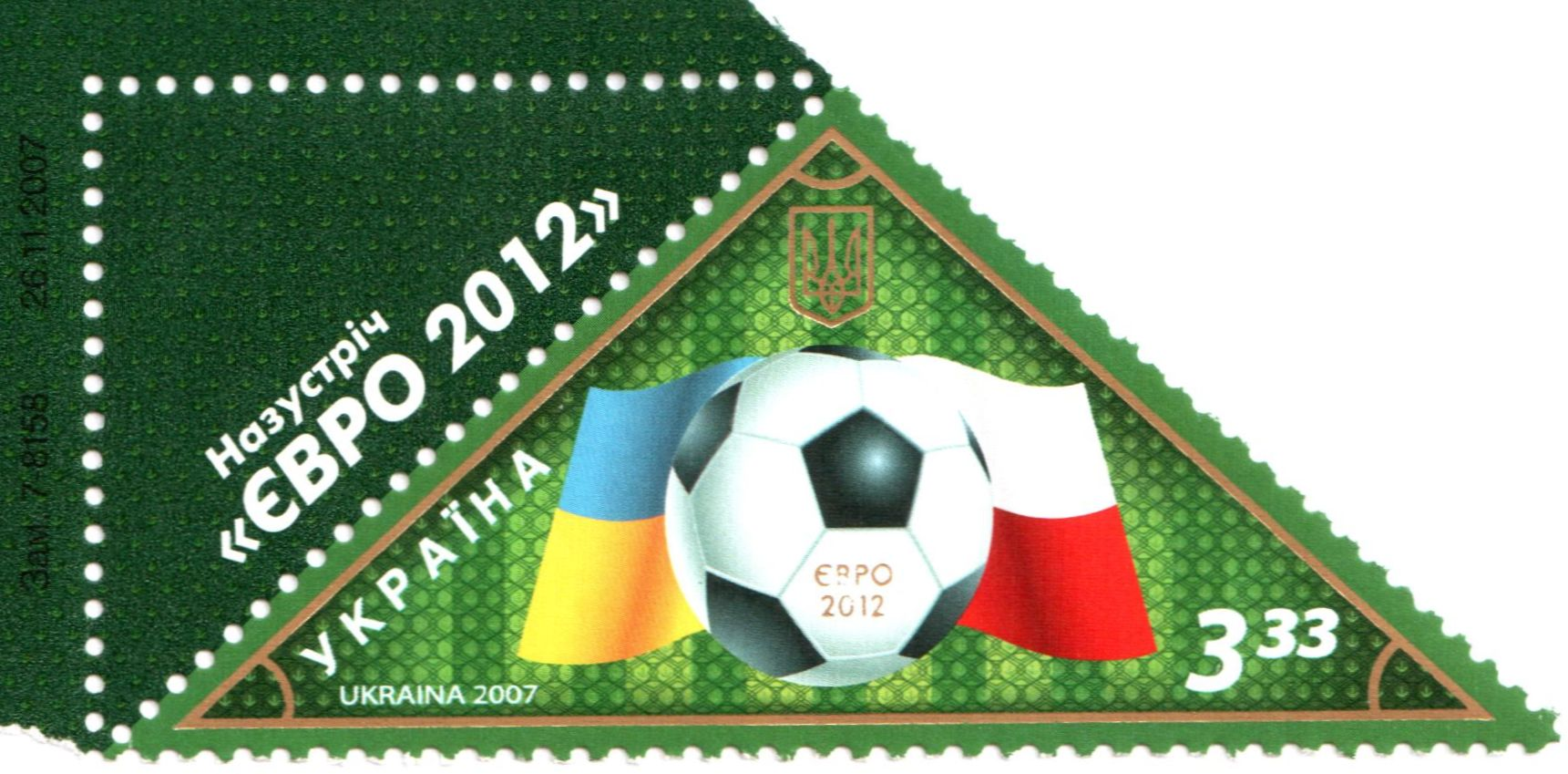
2007: марка, посвящённая «Евро-2012» (Mi #917)
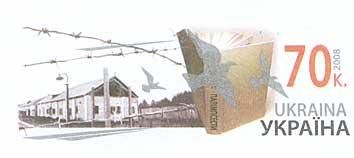
2008: оригинальная марка на художественном маркированном конверте в честь Василия Стуса
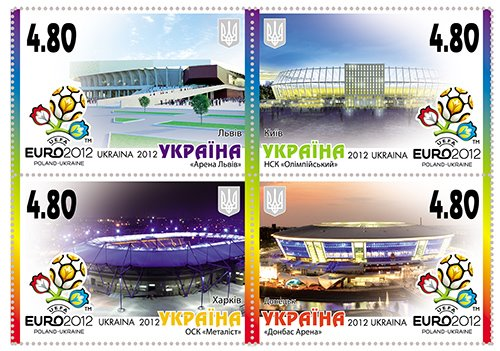
2012: Сцепка из 4 почтовых марок Украины, посвящённая чемпионату Европы по футболу 2012 года: стадионы чемпионата
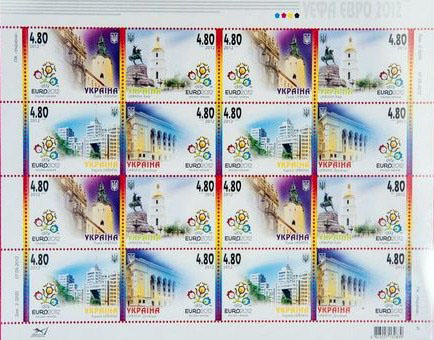
2012: Почтовые марки Украины, посвящённые чемпионату Европы по футболу 2012 года: достопримечательности принимающих городов
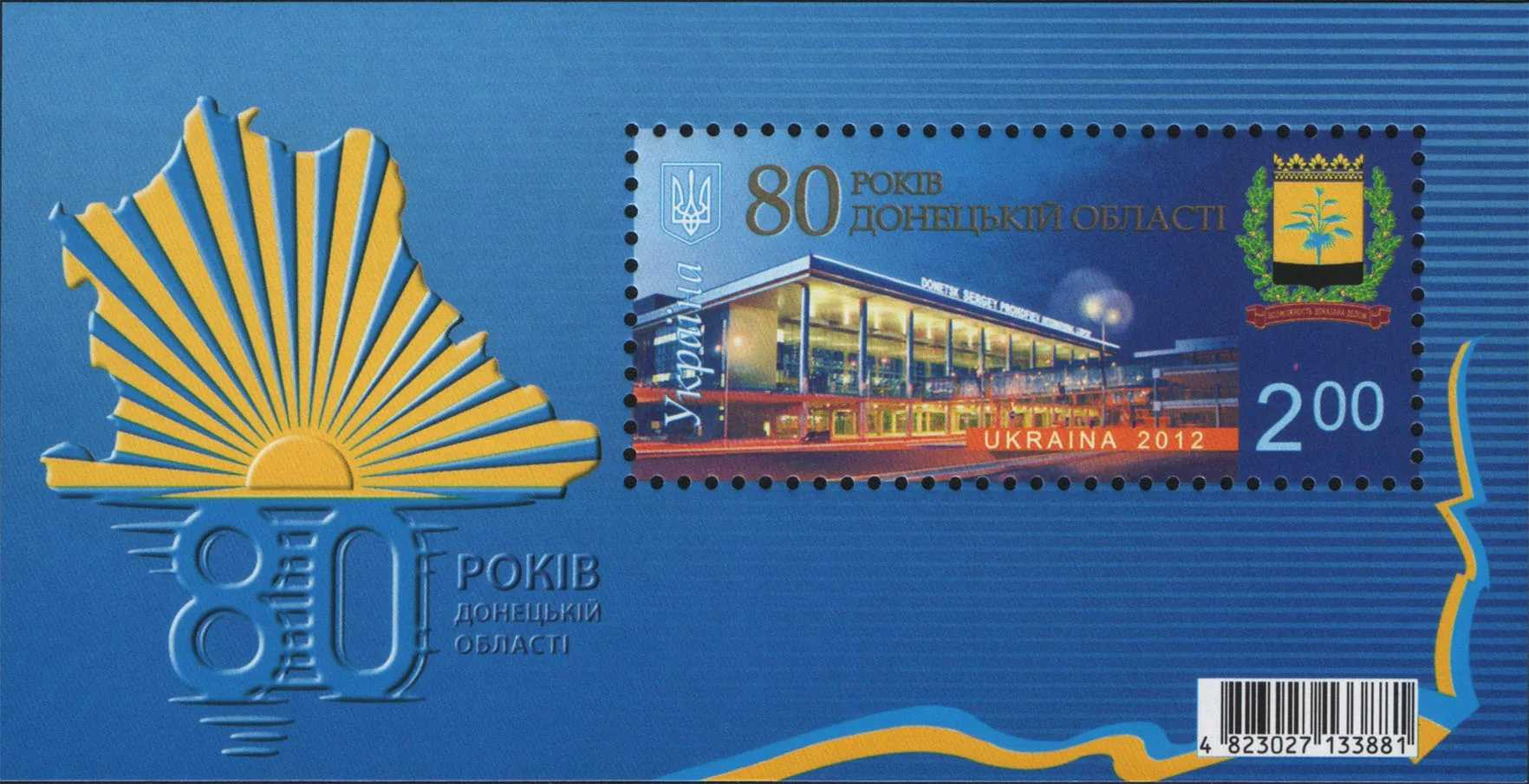
2012: Почтовый блок Украины № 104 «80 лет Донецкой области»

### ООН
В июле 2008 года в украинских СМИ распространилась новость о том, что то ли Соединёнными Штатами Америки, то ли Организацией Объединённых Наций была издана марка в честь донецкой спортсменки Лилии Подкопаевой. Бывший муж гимнастки бизнесмен Тимофей Нагорный прокомментировал эту новость, сказав, что якобы такой подарок ООН решила сделать Лилии к её тридцатилетию, которое отмечалось 15 августа того же года, и что якобы это связано с тем, что гимнастка уже 12 лет является Послом доброй воли (англ. en:Goodwill Ambassador) ООН по проблеме ВИЧ-СПИДа. Сообщалось, что «в Нью-Йорке гимнастке лично в торжественной обстановке вручили первую партию её мини-изображений» во время её месячного тренерства в США.
На самом деле, как и в случае с украинской маркой, запечатлевшей Л. Подкопаеву, речь шла о персонифицированных марках, которые можно заказать в виде красочных листов и приобрести непосредственно на веб-сайте Почтовой администрации ООН. Один такой лист включает 10 почтовых марок ООН стандартного рисунка и 10 дополнительных купонов, на которых по желанию заказчика может быть помещено любое персональное изображение.

### Донецкая Народная Республика
2015 год
9 мая 2015 года «Почта Донбасса» ввела в обращение художественную почтовую марку № 1 «Гиви и Моторола — герои Новороссии», посвящённую празднованию 70-летия Победы в Великой Отечественной войне. Марка соответствует стоимости 14 рос. руб. Тираж 66 000 экз.
30 августа 2015 года «Почта Донбасса» ввела в обращение сцепку из 3-х художественных почтовых марок № 2, № 3, № 4 под названием «Слава шахтерам» и конверта первого дня «Слава шахтерам труженикам и воинам», которые были приурочены к празднованию Дня города Донецка и Дня шахтера. Каждая марка соответствует стоимости 8 рос. руб. (сцепка 24 рос. руб.) Тираж почтовых марок составил 63 000 экз. (сцепок — 21 000 экз.).
8 сентября 2015 года «Почта Донбасса» ввела в обращение художественную почтовую марку № 5 «День освобождения Донецка» и конверт первого дня «Твоим освободителям, Донбасс», которые посвящались Дню освобождения Донецка. Марка соответствует стоимости 12 рос. руб. Тираж почтовых марок составил 42 000 экз.
16 сентября 2015 года «Почта Донбасса» ввела в обращение художественную почтовую марку № 6 «Почта Донбасса», посвящённую годовщине со дня основания ГП «Почта Донбасса». Марка соответствует стоимости 10 рос. руб. Тираж почтовых марок составил 50 000 экз.
9 октября 2015 года «Почта Донбасса» ввела в обращение художественную почтовую марку № 7 под названием «Всемирный день почты» и конверт первого дня «Всемирный день почты», приурочив эти события к празднованию Всемирного дня почты. Марка соответствует стоимости 20 рос. руб. Тираж почтовых марок составил 25 000 экз.
20 октября 2015 года «Почта Донбасса» в честь Дня работников связи Донецкой Народной Республики ввела в обращение художественную почтовую марку № 8 «День работников связи» и конверт первого дня «День работников связи». Марка соответствует стоимости 6 рос. руб. Тираж почтовых марок составил 22 500 экз.
24 ноября 2015 года «Почта Донбасса» выпустила новую почтовую марку с изображением герба Горловки, которая была выпущена специально к пятнадцатилетию герба города. Марка соответствует стоимости 14 рос. руб. В мероприятии специального гашения приняли участие министр связи ДНР Виктор Яценко, мэр города Роман Храменков и директор Центра почтовой связи Горловки Людмила Храмцова.
26 октября 2015 года «Почта Донбасса» ввела в обращение стандартную почтовую марку первого выпуска «Шахтерск» с обозначением номинала 6 рос. руб. и провела специальное гашение с использованием памятного календарного штемпеля и конверта первого дня «Шахтерск». В специальном гашении принимали участие первый заместитель Министра связи Донецкой Народной Республики Никита Александрович Бородин, глава Шахтерской администрации Швыдкий Алексей Владимирович и директор Центра почтовой связи г. Снежное ГП «Почта Донбасса» Валентина Ивановна Сикорская.
1 декабря 2015 года «Почта Донбасса» ввела в обращение стандартную почтовую марку первого выпуска «Докучаевск» номиналом 12 рос. руб. и провела специальное гашение с использованием памятного календарного штемпеля и конверта первого дня «Докучаевск». Номинал марки соответствует стоимости отправления заказного письма от физических лиц весом до 20 граммов включительно. Номиналы марок стандартного выпуска соответствуют стоимости почтовых отправлений согласно тарифам на универсальные услуги ГП «Почта Донбасса». В специальном гашении почтовой марки приняли участие первый заместитель Министра связи ДНР Никита Бородин, глава администрации Докучаевска Александр Качанов и директор Центра почтовой связи Старобешево ГП «Почта Донбасса» Алла Васильева.
3 декабря 2015 года «Почта Донбасса» выпустила и ввела в обращение почтовую марку в честь героического города ДНР, пострадавшего от украинских обстрелов, Дебальцево номиналом 22 рос. руб. Номинал марки соответствует стоимости отправления заказного письма с уведомлением от физических лиц весом до 20 г включительно.
Иллюстрацией для новой марки послужил малый герб города Дебальцево от 25 февраля 1998 года, Дебальцево ещё со времен февральской революции и ВОВ проявил себя как город настоящих героев. Спустя годы он вновь встал на защиту жителей в борьбе за свободу и мирное небо над головами своих детей.
В специальном гашении приняли участие первый заместитель Министра связи ДНР Никита Бородин, исполняющий обязанности главы администрации Дебальцево Алексей Грановский, директор Центра почтовой связи Енакиево ГП «Почта Донбасса» Галина Головизина и около 30 гостей. Памятная марка нового стандарта стала четвёртой в серии марок с гербами городов Республики.
10 декабря 2015 года «Почта Донбасса» ввела в обращение стандартную почтовую марку первого выпуска «Енакиево» с обозначением номинала 20 рос. руб. и провела специальное гашение с использованием памятного календарного штемпеля и конверта первого дня «Енакиево». Номинал марки соответствует стоимости отправления заказного письма с уведомлением от физических лиц весом до 100 г. включительно.
В специальном гашении приняли участие Министр связи Донецкой Народной Республики Виктор Вячеславович Яценко, исполняющий обязанности главы администрации г. Енакиево Юрий Георгиевич Сильванский и директор Центра почтовой связи г. Енакиево ГП «Почта Донбасса» Галина Ивановна Головизина.
15 декабря 2015 года «Почта Донбасса» ввела в обращение стандартную почтовую марку первого выпуска «Иловайск» с обозначением номинала 18 рос.руб. и провела специальное гашение с использованием памятного календарного штемпеля и конверта первого дня «Иловайск». Номинал марки соответствует стоимости отправления заказного письма с уведомлением от физических лиц весом от 100 до 250 грамм включительно.
Город Иловайск основан в 1860-х годах, известен как разъезд № 17 на железнодорожной линии Харьков -Таганрог. Назван по имени Иловайских, по родовым землям которых в этих местах пролегла дорога. Крупный железнодорожный узел (станция Иловайск). Статус города Иловайск получил в 1938 году. Город Иловайск, без преувеличения, город-герой Донецкой Народной Республики. Испытав все тяготы войны, город и его жители выстояли и победили.
Совсем недавно, 4 декабря 2015 года, Иловайским городским советом был утверждён новый герб города. Авторы герба — Сергей Владимирович Муковнин, Михаил Викторович Лянник и Владимир Алексеевич Мартыненко. Изображение герба легло в основу новой стандартной почтовой марки.
В специальном гашении приняли участие Министр связи Донецкой Народной Республики Виктор Вячеславович Яценко, Глава Администрации г. Иловайска Сергей Владимирович Муковнин и директор Центра почтовой связи г. Макеевки ГП «Почта Донбасса» Мария Николаевна Дунаева.
17 декабря 2015 года «Почта Донбасса» ввела в обращение стандартную почтовую марку первого выпуска «Донецк» с обозначением номинала 24 рос. руб. и провела специальное гашение с использованием памятного календарного штемпеля и конверта первого дня «Донецк». Номинал марки соответствует стоимости отправления заказного письма с уведомлением от организации весом до 20 г. включительно. Маркой нового стандарта стала иллюстрация малого герба Донецка.
В 1990-е годы проводился конкурс на новый вариант герба. 5 июля 1995 года была утверждена новая версия герба. Щит герба стал лазурно-чёрным. Верхнее поле щита лазурного цвета символизирует величие и красоту архитектурного и растительного облика города. Нижнее поле чёрного цвета символизирует богатые природные запасы и интенсивную разработку каменного угля. Ефим Викторович Харабет предложил использовать в качестве щитодержателей фигуры монумента «Освободителям Донбасса»: слева — шахтёр в рабочей одежде, левой рукой опирающийся на отбойный молоток, правая рука отведена в сторону, на фоне золотой лавровой ветви; справа — солдат в военной шинели с каской на голове, держащий правой рукой меч остриём вниз, левая рука поднята вверх, на фоне дубовой ветви. Обе фигуры серебряные. Композиция увита чёрно-голубой лентой. Сверху щита расположена золотая корона с пятью башенками, на которой написаны цифры «1869» — год основания города. Снизу щит обрамлён двумя положенными накрест золотыми ветвями розы, между которыми на красной муаровой ленте золотыми буквами написано название города «Донецк». Рабочая рука, крепко держащая высоко поднятый молот, символизирует, что город один из крупнейших индустриальных центров страны. Золотая пятиконечная звезда символизирует бережливое отношение к богатствам, созданным природой и трудом народа, могущество, справедливость и веру в лучшее будущее.
В специальном гашении приняли участие Министр связи ДНР Виктор Яценко, Глава Администрации города Донецка Игорь Мартынов и директор Почтамта — Центра почтовой связи города Донецка Кристина Тарасенко.
25 декабря 2015 года «Почта Донбасса» ввела в обращение почтовую марку первого выпуска «С Новым годом и Рождеством Христовым!» стоимостью 6 рос. руб. с использованием памятного календарного штемпеля и новогоднего конверта первого дня. В мероприятии приняли участие министр связи ДНР Виктор Яценко и Первый заместитель Главы администрации Донецка Игорь Пономаренко.
2016 год
27 января 2016 года «Почта Донбасса» ввела в обращение художественную почтовую марку «Берёзовая роща» стоимостью 24 рос. руб. и провела специальное гашение с использованием памятного календарного штемпеля и конверта первого дня «175 лет со дня рождения А. И. Куинджи». Номинал марки соответствует стоимости отправления заказного письма с уведомлением от организации весом до 20 г. включительно согласно тарифам на универсальные услуги ГП «Почта Донбасса».
В специальном гашении, которое прошло в помещении Донецкого республиканского художественного музея, приняли участие народный художник Украины, лауреат премии им. А. И. Куинджи Григорий Тышкевич, директор Донецкого республиканского художественного музея Галина Чумак и заместитель министра связи ДНР Александр Рыжков.
19 февраля 2016 года «Почта Донбасса» ввела в обращение немаркированный конверт, посвящённый годовщине освобождения города Дебальцево и провела специальное гашение с использованием памятного почтового штемпеля «День освобождения Дебальцево».
В мероприятии специального гашения приняли участие министр связи Донецкой Народной Республики Виктор Вячеславович Яценко, исполняющий обязанности главы администрации города Дебальцево Александр Юрьевич Рейнгольд и участник освобождения города-героя Дебальцево Андрей Александрович Овсянников.
15 марта 2016 года «Почта Донбасса» провела специальное гашение с использованием памятного почтового штемпеля «100 лет И. Ф. Ткаченко» и ввела в обращение художественную почтовую марку «1916 — 1945 Ткаченко И. Ф.» и немаркированный художественный конверт «100 лет И. Ф. Ткаченко». На марке изображен портрет И. Ф. Ткаченко, памятник в его честь и Звезда Героя Советского Союза. Номинал марки — 6 рос. руб. На конверте — изображение памятника Ивану Ткаченко.
В мероприятии, которое проходило в музее Великой Отечественной войны (Мемориальный комплекс «Твоим освободителям, Донбасс»), приняли участие Первый заместитель министра обороны ДНР Сергей Николаевич Великородный и заместитель министра связи ДНР Александр Александрович Рыжков.
12 апреля 2016 года «Почта Донбасса» провела мероприятие специального гашения художественных марок № 32 «Г. Т. Береговой», № 33 «Л. Д. Кизим», № 34 «А. А. Волков», почтового блока № 3 «Космонавты Донбасса», немаркированного художественного конверта первого дня «12 апреля. День космонавтики» специальным почтовым штемпелем первого дня «День космонавтики».
На марке № 32 изображено фото Берегового Георгия Тимофеевича, номинал марки — 24 рос. руб. На марке № 33 изображено фото Кизима Леонида Денисовича., номинал марки — 18 рос. руб. На марке № 34 изображено фото Волкова Александра Александровича, номинал марки — 14 рос. руб. На каждой марке нанесен микротекст: «Космонавты Донбасса».
На почтовом блоке № 3 размещены три марки: № 32 «Г. Т. Береговой», № 33 «Л. Д. Кизим» и № 34 «А. А. Волков», в качестве фона блока выступает вид планеты Земля из космоса, пролетающий космический корабль «Союз», космическая ракета, надпись «Космонавты Донбасса» и строки из легендарного стихотворения Владимира Войновича, ставшие песенным гимном космонавтов: «Я верю, друзья, караваны ракет помчат нас вперед от звезды до звезды. На пыльных тропинках далеких планет останутся наши следы». Стоимость почтового блока согласно номиналам художественных почтовых марок составляет 56 рос. руб.
На немаркированном художественном конверте первого дня «12 апреля. День космонавтики» изображен вид планеты Земля из космоса и пролетающий космический корабль. Лицевая сторона конверта окрашена в светло-голубой цвет, с обратной стороны конверта — краткая информация о космонавтах Донбасса. Стоимость немаркированного художественного конверта первого дня «12 апреля. День космонавтики» — 8 рос. руб.
В мероприятии спецгашения, которое прошло в Енакиевском Музее космонавта Г. Берегового, приняли участие министр связи ДНР Виктор Яценко, и. о. главы администрации г. Енакиево Дмитрий Лысенко, старший научный сотрудник Музея космонавта Георгия Берегового Светлана Назарова, директор Центра почтовой связи г. Енакиево ГП «Почта Донбасса» Галина Головизина.
23 апреля 2016 года, в честь 125-летия со дня рождения Сергея Прокофьева «Почта Донбасса» провела мероприятие специального гашения художественной почтовой марки «125 лет Сергей Прокофьев», немаркированного художественного конверта первого дня «125 лет со дня рождения С. С. Прокофьева» специальным почтовым штемпелем первого дня «Прокофьев С. С. 125 лет со дня рождения композитора и пианиста 1891—1953».
На марке № 35 изображен портрет Сергея Прокофьева, автором которого является заслуженный художник Украины Лариса Михайловна Джарты. Номинал марки — 24 рос. руб.
На листе изображено два купона: в верхнем левом углу рояль с краткой информацией о композиторе, в нижнем правом углу — «геометрическое» окончание партии Прокофьев — Тартаковер, разыгранной 1 июля 1933 г. в г. Париже. Фоном малого листа является нотный лист из балета «Золушка», «Фея весны».
На немаркированном художественном конверте первого дня изображен рояль на нотном листе и шахматный король. Лицевая сторона конверта окрашена в светло-жёлтый цвет, с обратной стороны конверта — краткая информация о Сергее Прокофьеве. Стоимость немаркированного художественного конверта первого дня «125 лет со дня рождения С. С. Прокофьева» — 8 рос. руб.
Оттиск памятного почтового штемпеля первого дня выполнен в виде открытой крышки рояля с указанием сегодняшней даты, изображением портрета композитора и автографом Сергея Прокофьева.
На мероприятии присутствовали министр связи ДНР Виктор Яценко, и. о. министра культуры ДНР Михаил Желтяков, генеральный директор Донецкой государственной академической филармонии Парецкий, Александр Александрович/Александр Парецкий, художник Лариса Джарты и всемирно известная пианистка Валентина Лисица.
28 мая 2016 года «Почта Донбасса» провела мероприятие специального гашения к юбилею, 120-летию презентации «Пальмы Мерцалова» на XVI Всероссийской промышленной и художественной выставке 1896 года в Нижнем Новгороде. «Пальма Мерцалова» была выкована в конце 1895 года нашими талантливыми земляками: кузнецом металлургического завода «Новороссийского общества каменноугольного, железного и рельсового производств» (ныне Донецкий металлургический завод) Алексеем Ивановичем Мерцаловым и молотобойцем Филиппом Федотовичем Шкариным. Вес экспоната — 325 кг, высота — 3,5 м, диаметр листков — 2,5 м. После участия в выставке, где «Пальма Мерцалова» была удостоена Гран-при, она была принесена в дар музею Горного института Императрицы Екатерины II Новороссийским обществом и с тех пор стен музея не покидала.
В конце 1990-х — начале 2000-х годов были обращения к руководству музея Горного института с просьбой о возврате пальмы Мерцалова в Донецк, но они не увенчались успехом.
Почтовый блок № 4 "120 лет символу индустриального Донбасса «Пальма Мерцалова» состоит из трёх художественных почтовых марок.
На марке № 36 изображен портрет А. И. Мерцалова. Номинал марки — 18 рос. руб.
На марке № 37 изображен экспонат XVI Всероссийской промышленной и художественной выставки 1896 года в Нижнем Новгороде «Пальма Мерцалова». Номинал марки — 24 рос. руб.
На марке № 38 изображен портрет Ф. Ф. Шкарина. Номинал марки — 18 рос. руб.
В мероприятии приняли участие заместитель министра связи ДНР Александр Рыжков, донецкий кузнец Сергей Каспрук и художник-геральдист Владимир Мартыненко.
30 мая 2016 года «Почта Донбасса» провела мероприятие специального гашения, посвящённое 95-летию Донецкого национального технического университета.
Донецкий национальный технический университет — первое высшее учебное заведение Донбасса. Университет был основан 30 мая 1921 года. За прошедшие годы несколько раз менялось его название и статус. Первоначально старейший вуз Донбасса назывался Донецким Горным техникумом (1921—1926 годы), затем Донецким горным институтом (1926—1935 годы), Донецким индустриальным институтом (1935—1960 годы), Донецким политехническим институтом (1960—1993 годы), Донецким государственным техническим университетом (1993—2001 годы), с 2001 года — Донецким национальным техническим университетом.
За прошедшие девяносто пять лет вуз переживал разные периоды: взлеты, разруху, периоды стабильности и сложные моменты выживания. Но всегда оставался нацеленным на созидание, выполнял свою миссию подготовки высокопрофессиональных специалистов. С момента основания в 1921 году подготовлено свыше 230 тысяч инженерно-технических кадров различной квалификации, из которых: 160 тысяч — специалисты и магистры, 60 тысяч — бакалавры, 15 тысяч — младшие специалисты, около 2,5 тысяч иностранных студентов из 70 стран мира.
В честь юбилея старейшего ВУЗа «Почта Донбасса» подготовила и представила художественную почтовую марку № 39 «Донецкий национальный технический университет», конверт Первого дня «Эмблема ДонНТУ» и специальный почтовый штемпель Первого дня «Донецкий национальный технический университет».
На марке № 39 изображен первый корпус Донецкого национального технического университета, слева — фрагмент флага Донецкой Народной Республики. Номинал марки — 14 рос. руб.
На конверте Первого дня «Эмблема ДонНТУ» изображена Эмблема Донецкого национального технического университета, с обратной стороны конверта — краткая информация о Донецком национальном техническом университете. Стоимость конверта Первого дня будет составляет 8 рос. руб.
На торжественном мероприятии присутствовали заместитель министра связи ДНР Александр Рыжков, министр науки и образования ДНР Лариса Полякова, и. о. ректора ДонНТУ Константин Маренич.
22 июня 2016 года «Почта Донбасса» провела мероприятие специального гашения художественной почтовой марки № 40 «Донецкий национальный университет экономики и торговли имени Михаила Туган-Барановского» из серии «Высшие учебные заведения Донецкой Народной Республики» на конверте Первого дня «Эмблема ДонНУЭТ» специальным почтовым штемпелем Первого дня «Донецкий национальный университет экономики и торговли имени Михаила Туган-Барановского».
ДонНУЭТ — старейшее высшее учебное заведение торгово-экономического профиля. В 1920 году на базе Высших кооперативных инструкторских курсов по инициативе профессора Михаила Ивановича Туган-Барановского был создан Украинский кооперативный институт.
В 1959 году вуз стал Сталинским институтом советской торговли, а впоследствии — Донецким институтом советской торговли. В 1992 году Донецкий институт советской торговли сменил название на Донецкий государственный коммерческий институт, а в 1998 году на основании решения Государственной аккредитационной комиссии вуз получил наивысший четвёртый уровень аккредитации и статус университета.
В 2005 году ДонНУЭТ прошел международную сертификацию в Международном образовательном обществе (IES) и получил рейтинг А, который отвечает характеристике «Первоклассное учреждение с международным опытом», что дало возможность выдавать выпускникам наряду с отечественным дипломом Международный сертификат IES по всем специальностям. В 2007 году ДонНУЭТ был присвоен статус национального. ДонНУЭТ является ведущим научно-образовательным центром Донбасса по подготовке специалистов для предприятий и учреждений торговли, ресторанного хозяйства, пищевых и перерабатывающих производств, финансовых структур, налоговых и таможенных служб. Передовой кадровый состав университета, мощная обучающая, лабораторная и научная база, вместе с вековыми традициями и развитой инфраструктурой, позволяют выпускникам ДонНУЭТ занимать лидирующие позиции в профессиональной сфере.
На марке № 40 изображен первый корпус Донецкого национального университета экономики и торговли имени Михаила Туган-Барановского, слева — фрагмент флага Донецкой Народной Республики. Номинал марки — 14 рос. руб. На конверте Первого дня изображена Эмблема Донецкого национального университета экономики и торговли имени Михаила Туган-Барановского, стоимость конверта будет составлять 7 рос. руб.
В торжественном мероприятии специального гашения приняли участие Первый заместитель министра связи ДНР Никита Бородин, министр образования и науки ДНР Лариса Полякова, и. о. ректора ДонНУЭТ Светлана Дрожжина.
29 июня 2016 года «Почта Донбасса» провела мероприятие специального гашения художественной почтовой марки № 41 «Донецкий национальный медицинский университет имени Максима Горького» из серии «Высшие учебные заведения Донецкой Народной Республики» на конверте Первого дня «Эмблема ДонНМУ» специальным почтовым штемпелем Первого дня.
Днем рождения Донецкого (Сталинского — на тот момент) медицинского института считается 28 ноября 1930 года, когда Николай Дмитриевич Довгялло прочел первую лекцию по анатомии для студентов I курса.
На сегодняшний день в рамках университета работают интернатура, магистратура, клиническая ординатура, аспирантура, докторантура, курсы повышения квалификации врачей, 8 факультетов, 82 кафедры, 115 клинических баз, НИИ травматологии и ортопедии, НИИ медико-социальных проблем семьи, университетская клиника.
За годы существования университета подготовлено более 50 000 специалистов. Диплом об окончании ДонНМУ получили более 2 тысяч иностранных граждан из 85 стран мира.
На марке № 41 изображен первый корпус Донецкого национального медицинского университета им. М. Горького, слева — фрагмент флага Донецкой Народной Республики. Номинал марки — 14 рос. руб.
На конверте Первого дня изображена Эмблема Донецкого национального медицинского университета имени Горького. Стоимость конверта — 7 рос. руб.
В мероприятии приняли участие министр связи ДНР Виктор Яценко, заместитель министра здравоохранения ДНР Анна Ермоленко, министр образования и науки ДНР Лариса Полякова, и. о. ректора ДонНМУ Богдан Богданов.
4 августа 2016 года «Почта Донбасса» провела мероприятие специального гашения художественной почтовой марки № 44 «День железнодорожника» на одноимённом конверте Первого дня специальным почтовым штемпелем Первого дня.
Многолетняя история Донецкой железной дороги — это фактически история Донецкого края. Донецкая магистраль была основана 5 января 1870 года (по новому стилю). Её создание сыграло ключевую роль в развитии экономики и превращения Донбасса в индустриальный центр России с выходом к морю.
10 января 2015 года — дата создания Республиканского Государственного предприятия «Донецкая железная дорога». На сегодняшний день предприятие охватывает 49 железнодорожных станций и раздельных пунктов, общая развернутая длина главных путей по территории Донецкой Народной республики составляет 1084,6 км, по которым курсируют 36 пригородных поездов.
Важные вехи развития и становления Донецкой железной дороги иллюстрируют многочисленные экспонаты уникального музея, расположенного в районе перрона станции Донецк. Среди экспонатов музея — знаменитый паровоз серии ФД 20 № 1393, названный в честь Феликса Дзержинского и вошедший в историю благодаря Герою Социалистического труда, Почётному железнодорожнику из города Дебальцево Василию Яковлевичу Дубине. Именно этот паровоз выпуска 1936 года изображён на художественной почтовой марке № 44. В левом верхнем углу марки присутствуют элементы цветов флага ДНР. Номинал марки — 12 рос. руб.
Стоимость конверта Первого дня «День железнодорожника» — 7 рос. руб.
На мероприятии присутствовали Первый заместитель министра связи ДНР Никита Бородин, и. о.министра транспорта ДНР Игорь Андриенко, председатель профсоюза работников Донецкой железной дороги Сергей Лесовой и генеральный директор ГП «Донецкая железная дорога» Дмитрий Подлипанов.
Марка № 45 "Художественно-выставочный центр г. Донецк «АртДонбасс»
26 августа 2016 года «Почта Донбасса» в честь пятилетия ХВЦ «АртДонбасс» и в преддверии празднования Дня города Донецка провела торжественное мероприятие специального гашения художественной почтовой марки № 45 "Художественно-выставочный центр г. Донецк «АртДонбасс» на одноимённом конверте Первого дня специальным почтовым штемпелем Первого дня.
На марке № 45 изображены работы художников Донбасса: Трошкиной Юлии «Вокзальная Площадь» и Порожнюка Александра «Искусства смягчают нравы». Номинал марки — 36 рос. руб.
На конверте Первого дня "Художественно-выставочный центр «АртДонбасс» изображен вход в художественно-выставочный центр, с обратной стороны конверта — краткая информация о ХВЦ «АртДонбасс». Стоимость конверта Первого дня составляет 7 рос. руб.
В мероприятии приняли участие глава администрации города Донецка Игорь Мартынов, и. о. министра культуры ДНР Михаил Желтяков, заместитель министра связи ДНР Александр Рыжков и директор ХВЦ «АртДонбасс» Екатерина Калиниченко.
31 августа 2016 года «Почта Донбасса» провела мероприятие специального гашения художественной почтовой марки, посвящённой главному университету региона.
«Почта Донбасса» ввела в обращение марку № 47 «Донецкий национальный университет» из серии «Высшие учебные заведения Донецкой Народной Республики».
История Донецкого национального университета насчитывает около 80 лет. Созданный в 1937 году, университет прошёл долгий путь внутренней эволюции от маленького педагогического института до современного масштабного научно-образовательного комплекса Донбасса, имеющего наивысший IV уровень аккредитации.
На сегодняшний день в структуру университета входят: факультет математики и информационных технологий, физико-технический факультет, химический, биологический, филологический, факультет иностранных языков, экономический, учётно-финансовый, юридический факультет, учебно-научный институт «Экономическая кибернетика», международный факультет, а также две общеуниверситетские кафедры — философии и физического воспитания и спорта, два техникума — Енакиевский техникум экономики и менеджмента и Горловский индустриальный техникум, два учебно-консультационных центра.
В ДонНУ открыто 117 направлений, специальностей и профилей, 58 из них — в бакалавриате, 53 — в магистратуре, 6 — в специалитете. Функционирует аспирантура по 46 специальностям и докторантура по 20 специальностям. Более двухсот тысяч высококвалифицированных специалистов для науки, производства, высшей школы и народного образования вышли из аудиторий и научных лабораторий университета.
На марке изображен главный корпус Донецкого национального университета, который в этом году отмечает 45-летний юбилей. Номинал марки — 14 рос. руб.
На конверте Первого дня «Эмблема ДонНУ» изображена Эмблема Донецкого национального университета. Лицевая сторона конверта окрашена в светло-жёлтый цвет и украшена элементами эмблем факультетов. С обратной стороны конверта — краткая информация о Донецком национальном университете. Стоимость конверта Первого дня «Эмблема ДонНУ» — 7 рос. руб.
В мероприятии приняли участие министр связи ДНР Виктор Яценко, министр образования и науки ДНР Лариса Полякова, ректор Донецкого национального университета Светлана Беспалова и представители ГП «Почта Донбасса».
31 августа 2016 года «Почта Донбасса» провела мероприятие специального гашения марки № 46 «Горловский институт иностранных языков» из серии «Высшие учебные заведения Донецкой Народной Республики». ГИИЯ стал первым институтом, удостоенным такой чести, что ещё раз подчеркивает его статус и уровень.
15 сентября 1949 года на базе преподавательского состава Белоцерковского педагогического училища был основан Горловский педагогический институт иностранных языков имени Н. Крупской. Начав свою историю с двух факультетов, институт постепенно развивался и работал над расширением и усовершенствованием своей материально-технической базы, увеличением лицензионного объёма специалистов, введением новых специальностей.
В содружестве с ведущими университетами мира и под руководством ректора ГИИЯ, доктора филологических наук, профессора Светланы Александровны Кочетовой в институте продолжает свою работу фонд «Русский мир», деятельность которого направлена на популяризацию русского языка и литературы, русской культуры и национальных традиций.
Образовательная организация ГИИЯ — это долгий и плодотворный путь, тысячи подготовленных специалистов, своя прославленная история, добрые традиции и бесценный вклад в развитие отечественной науки.
На марке № 46 изображен первый корпус Горловского института иностранных языков. Номинал марки — 14 рос. руб.
На конверте Первого дня «Эмблема ГИИЯ» изображена Эмблема Горловского института иностранных языков. Лицевая сторона конверта окрашена в светло-красный цвет и украшена элементами эмблем факультетов. С обратной стороны конверта — краткая информация о Горловском инязе. Стоимость конверта Первого дня — 7 рос. руб.
Участвовали в торжественной процедуре ввода в обращение художественной почтовой марки министр связи ДНР Виктор Яценко, Первый заместитель министра образования и науки ДНР Михаил Кушаков, заместитель главы администрации города Горловка Виктория Жукова и ректор Горловского института иностранных языков Светлана Кочетова.
9 сентября 2016 года «Почта Донбасса» ввела в обращение марку № 48 «День финансиста 2016» и марку № 49 «Министерство финансов ДНР».
С целью установления традиций, учитывая весомый вклад работников Министерства финансов в становлении и развитии единой государственной финансовой системы, Указом Главы Донецкой Народной Республики № 180 от 22 июня 2016 года был учреждён профессиональный праздник «День финансиста», который будет отмечаться ежегодно 8 сентября.
Дата праздника выбрана не случайно. 8 сентября 1802 году в рамках министерской реформы Александр I своим высочайшим манифестом образовал в Российской империи Министерство финансов, одно из старейших учреждений государства.
В честь Дня финансиста, отмечаемого в ДНР впервые, «Почта Донбасса» организовала и провела мероприятие специального гашения художественной почтовой марки № 48 «День финансиста 2016» и художественной почтовой марки № 49 «Министерство финансов ДНР» на конвертах Первого дня «День финансиста. Александр I» и «День финансиста. Жетон» специальным почтовым штемпелем Первого дня.
На марке № 48 изображён аверс жетона с надписью «День финансиста 2016», на марке № 49 — реверс жетона с надписью «Министерство финансов ДНР» и изображение двуглавого орла. Номинал каждой марки — 20 рос. руб.
На конверте Первого дня «День финансиста. Александр I» изображён портрет императора Александра I и часть манифеста «Об учреждении Министерств».
На конверте Первого дня «День финансиста. Жетон» изображены аверс и реверс жетона.
Стоимость конвертов Первого дня будет составлять 7 рос. руб.
В мероприятии приняли участие Министр связи ДНР Виктор Яценко, Министр финансов ДНР Екатерина Матющенко, первый заместитель Министра ДНР Оксана Таран и представители ГП «Почта Донбасса».
23 сентября 2016 года «Почта Донбасса» провела торжественное мероприятие ввода в обращение юбилейной марки № 50, посвящённой Дню машиностроителя.
Машиностроение — это, без преувеличения, базовая отрасль экономики любой высокоразвитой страны, её промышленный и интеллектуальный потенциал.
В непростых условиях работает машиностроительная отрасль Республики. Сегодняшний праздник отмечают более 10 тысяч тружеников машиностроения и металлообработки. Мы можем по праву гордиться славной историей наших машиностроительных предприятий, талантом их руководителей и инженеров, мастерством рабочих, замечательными традициями трудовых коллективов.
Мероприятие специального гашения художественной почтовой марки № 50 «День машиностроителя» на конверте Первого дня специальным почтовым штемпелем Первого дня можно считать событием историческим, ведь свой профессиональный праздник машиностроители Республики отмечают впервые.
На марке изображен проходческий комбайн КСП-35, это новая модель первого в Республике проходческого комбайна, выпущенного Ясиноватским машиностроительным заводом. Комбайн полностью автоматизирован, оснащён современной техникой и предназначен для работы в особо крепких породах. Номинал марки — 6 рос. руб.
На конверте Первого дня изображен проходческий комбайн КСП-35 и шестерни. Стоимость конверта — 7 рос. руб.
На мероприятии присутствовали министр связи ДНР Виктор Яценко, и. о. министра промышленности и торговли ДНР Алексей Грановский и исполнительный директор Общественного «СОЮЗА МАШИНОСТРОИТЕЛЕЙ ДОНБАССА» Андрей Романенко.
1 октября 2016 года «Почта Донбасса» ввела в обращение немаркированные художественные конверты в честь двойного праздника — Международного Дня музыки и 85-летнего юбилея Донецкой государственной академической филармонии.
Решение об учреждении Международного дня музыки было принято ещё в 1973 году. Произошло это событие в рамках 15-й Генеральной ассамблеи международного музыкального совета при ЮНЕСКО, проходившей в Лозанне. С тех пор праздник стал традиционным. В этот день исполняются всемирно известные произведения и проводятся творческие встречи. Музыка и всё, что с ней связано — это основной посыл сегодняшнего дня.
И очень символично, что именно сегодня мы поздравляем с юбилеем одну из старейших концертных организаций Донбасса, которая по праву может гордится каждым днём своей истории. Донецкая государственная академическая филармония начала свою деятельность в 1931-м году и вот уже 85 лет дарит слушателям радость встреч с музыкой.
Особая веха в истории филармонии — установка в 1959 году знаменитого органа. Органные концерты сразу же стали популярными и остаются таковыми по сей день.
Донецкая филармония по праву гордится своим концертным залом. В 1991 году залу было присвоено имя выдающегося композитора, нашего земляка Сергея Прокофьева.
С 1981 года в Донецке проводится фестиваль «Прокофьевская весна», главной концертной площадкой которого выступает Донецкая филармония.
Летом 2014 года, в пору активных военных действий, Донецкая филармония не прекратила свою работу и была единственным работающим культурным учреждением в городе. За высокий профессионализм и верность в служении искусству в сентябре 2015 года Донецкой филармонии присвоен статус академической.
И сегодня «Почта Донбасса» провела мероприятие специального гашения немаркированных художественных конвертов, посвящённых Донецкой филармонии и Международному дню музыки.
На конверте «85 лет Донецкой государственной академической филармонии» изображено здание филармонии на фоне органа.
На конверте «Международный день музыки» изображены: скрипичный ключ, ноты и различные музыкальные инструменты на зелёном фоне.
Стоимость каждого конверта 7 рос. руб.
В мероприятии принял участие генеральный директор государственного предприятия «Почта Донбасса» Артём Сердюков и генеральный директор Донецкой государственной академической филармонии Александр Парецкий.
4 ноября 2016 года в зале ХВК «АртДонбасс» состоялось торжественное мероприятие специального гашения марок, посвящённых второй годовщине признания Республикой Южная Осетия Донецкой Народной Республики.
Глубоко символично, что именно в День народного единства представители Республики Южная Осетия и Донецкой Народной Республики совместно ввели в обращение художественные почтовые марки.
Художественная марка № 42 «Орлан-белохвост» и художественная почтовая марка № 43 «Бородач-ягнятник» выпущены в сцепке с купоном.
На марке № 42 изображен орлан-белохвост, древний обитатель Приазовских ландшафтов, символизирующий наш Донецкий край и его многовековую историю.
На марке № 43 представлен бородач-ягнятник, который обитает на территории Республики Южная Осетия. Эта птица символизирует бессмертие, мужество, дальновидность и силу.
Номинал каждой марки — 40 российских рублей. Сцепка состоит из двух марок и купона между ними. На купоне надпись: Годовщина признания Республикой Южная Осетия Донецкой Народной Республики, изображение фрагментов флагов Донецкой Народной Республики и Республики Южная Осетия, объединённые в единый элемент. Стоимость сцепки — 80 российских рублей.
На конверте Первого дня «Годовщина признания Республикой Южная Осетия Донецкой Народной Республики» изображены орлы, флаги и гербы Республик. Стоимость конверта Первого дня будет составлять 7 российских рублей.
В мероприятии приняли участие и. о. министра иностранных дел ДНР Наталья Никонорова, и. о. главы администрации Донецка Алексей Кулемзин, Первый замминистра связи ДНР Никита Бородин, генеральный директор ГП «Почта Донбасса» Артем Сердюков. Специальным гостями стали Председатель Комитета связи и массовых коммуникаций Республики Южная Осетия Хасан Гиголаев и гендиректор «Почтово-телеграфной службы» РЮО Владимир Валиев.
25 ноября 2016 года «Почта Донбасса» ввела в обращение художественные почтовые марки № 51 «С Новым годом!» и № 52 «С Рождеством Христовым!».
Марка № 52 посвящена одному из самых главных православных праздников — Рождеству. Марку украшают символ праздника — Вифлеемская звезда и изображение донецкого православного храма, построенного в честь покровителей семьи, любви и брака святых благоверных князей Петра и Февронии Муромских. Храм расположен на территории паркового комплекса Центра славянской культуры.
Номинал каждой марки составляет 20 российских рублей.
На конверте первого дня «С Новым 2017 годом!» изображены символ 2017 года — петух и Новогодняя ёлка.
На конверте первого дня «С Рождеством Христовым!» изображён храм святых Петра и Февронии.
Стоимость каждого конверта первого дня составляет 7 российских рублей.
В мероприятии принимали участие Первый заместитель министра связи ДНР Никита Александрович Бородин, директор ГП Республиканский Оператор Связи «Феникс» Андрей Евгеньевич Рудниченко и генеральный директор ГП «Почта Донбасса» Артём Александрович Сердюков.
1 декабря 2016 «Почта Донбасса» ввела в обращение художественную почтовую марку, конверт Первого дня и немаркированный художественный конверт, посвящённые 90-летнему юбилею Донецкой республиканской универсальной научной библиотеки им. Н. К. Крупской и Году чтения, который, согласно Указу Главы Республики, был объявлен в 2016 году.
Ровно 90 лет назад, 1 декабря 1926 года, библиотека открыла двери своим первым читателям. В 1935 году было начато строительство нового здания для библиотеки при поддержке и содействии заместителя Наркома просвещения РСФСР Надежды Константиновны Крупской, имя которой впоследствии и было присвоено библиотеке. В 1983 году здание библиотеки признано памятником архитектуры.
Ведущая библиотека Донецкой Народной Республики является бесспорно главным культурным, образовательным, научно-информационным государственным учреждением, выполняющим функции научно-исследовательского, методического и координационного центра.
Библиотека располагает уникальным фондом печатных и электронных документов, который насчитывает свыше полутора миллионов экземпляров. 2016 год, Год чтения, был насыщен огромным количеством разнообразных тематических проектов.
Всего за год в библиотеках Республики проведено порядка 3 тысяч различных мероприятий, в которых приняло участие более 85 тысяч жителей и гостей Республики.
На марке № 53 «2016 Год чтения» изображено узнаваемое здание Донецкой республиканской универсальной библиотеки им. Н. К. Крупской. Номинал марки 14,00 российских рублей.
Конверт Первого дня «2016 Год чтения» украшен изображением эмблемы Года чтения.
На немаркированном художественном конверте «90 лет Донецкой республиканской универсальной научной библиотеке им. Н. К. Крупской» представлено изображение здания Донецкой республиканской универсальной научной библиотеки им. Н. К. Крупской.
Стоимость каждого из представленных конвертов составляет 7 российских рублей.
На мероприятии присутствовали министр связи ДНР Виктор Вячеславович Яценко, исполняющий обязанности министра культуры ДНР Михаил Васильевич Желтяков, генеральный директор Донецкой республиканской универсальной научной библиотеки имени Н. К. Крупской Игорь Анатольевич Горбатов, генеральный директор государственного предприятия «Почта Донбасса» Артем Александрович Сердюков.
2017 год
16 января 2017 года «Почта Донбасса» провела мероприятие специального гашения художественной почтовой марки «Вересаев Викентий Викентьевич 1867—1945» на одноимённом конверте Первого дня специальным почтовым штемпелем Первого дня.
Известно, что в честь Вересаева названа улица в Петровском районе Донецка, сохранилось историческая постройка — здание под названием «Больница Вересаева».
Викентий Викентьевич Вересаев (настоящая фамилия — Смидович), уроженец города Тулы, дипломированный врач, талантливый литератор, переводчик, литературовед и, безусловно, человек с активной гражданской позицией.
В самый разгар холеры Вересаев дважды посетил Донецкий край и Юзовку в частности. 1890 году после первой поездки были написаны восемь очерков под общим названием «Подземное царство», а в 1892 году — повесть «Без дороги», принесшие известность начинающему литератору. Но не только литературные произведения остались в памяти потомков, прежде всего мы благодарны Вересаеву за участие в ликвидации очага холеры, вспыхнувшей в те годы в Донбассе.
Поэтому в честь 150-летнего юбилея Викентия Викентьевича Вересаева, «Почта Донбасса» вводит в обращение государственный знак почтовой оплаты, марку, выпущенную в его честь, и таким образом выражает признательность за всё то доброе, что было сделано им для нашего родного края.
На марке № 54 изображен портрет Викентия Вересаева. Номинал марки 14,00 рос. руб.
На конверте Первого дня изображён знаковый «холерный» барак, в котором принимал инфекционных больных врач Вересаев. Стоимость конверта — 7 рос. руб.
Специальный почтовый штемпель Первого дня действует и применяется только в день спецгашения.
В мероприятии приняли участие директор Почтамта — Центра почтовой службы города Донецка Государственного предприятия «Почта Донбасса» Александр Владимирович Герда, известный филателист Владимир Егорович Захаров.
7 февраля 2017 года «Почта Донбасса» провела мероприятие специального гашения стандартной почтовой марки № 55 «Снежное» на одноимённом конверте Первого дня специальным почтовым штемпелем Первого дня. На марке изображён малый герб города, на конверте Первого дня — памятная стела на въезде в Снежное. Есть мнение, что название город получил благодаря Екатерине II, которая восхитилась красотой заснеженного края. Официально город Снежное был основан в 1784 году казачьим старшиной Иваном Васильевым. С 1864 года в этих местах начата добыча угля, а в 1898 году построена первая шахта.
Герб города Снежное изображён на пятиугольном щите (так называемый германский тип). Поле щита разделено на две части по диагонали. Верхняя половина щита окрашена в красный цвет, а нижняя половина щита — в синий. В верхней части щита нанесены белые буквы с названием города «СНЕЖНОЕ». В центре изображены два основных элемента, символизирующие машиностроение (профиль шестерни) и угольную промышленность (террикон и копер со звездой). Звезда на копре символизирует начало краснозвёздного движения в угольной промышленности за выполнение плана при проведении соревнований между шахтами. В 1930 году такая звезда была установлена в городе Снежное в честь доблестного труда шахтёров. На линии раздела двух цветов в правой части щита ниже окончания фрагмента шестерни нанесены цифры года основания города белого цвета «1784». В нижней части щита на жёлтом поле изображена снежинка.
Стоимость марки составляет 15 российских рублей, стоимость конверта Первого дня — 7 российских рублей.
В мероприятии приняли участие заместитель министра связи ДНР Евгений Писаренко, и. о. главы администрации г. Снежное Андрей Дарковский, депутат Народного Совета Республики, лидер парламентской фракции «Свободный Донбасс» Евгений Орлов и директор ЦПС г. Снежное ГП «Почта Донбасса» Анна Яворская.
9 февраля 2017 года согласно Приказу ГП «Почта Донбасса» № 61 от 06.02.2017 г. введена в обращение стандартная почтовая марка № 56, посвящённая городу Ясиноватая.
Ясиноватая основана в 1872 году как железнодорожная станция на Константиновско-Еленовской железнодорожной линии, соединяющей Юзовский металлургический завод с Курско-Харьковско- Азовской железной дорогой и районом Енакиево.
На марке изображён малый герб города, на конверте Первого дня — памятная стела на въезде в город.
Номинал марки «Ясиноватая» — 7 российских рублей, стоимость конверта Первого дня — 7 российских рублей.
Мероприятие специального гашения состоялось 9 февраля 2017 года в ОПС Ясиноватая. В спецгашении приняли участие представители ГП «Почта Донбасса» и известные филателисты.
15 марта 2017 года «Почта Донбасса» провела мероприятие специального гашения художественной почтовой марки «Халдей Евгений Ананьевич 1917—1997» на одноимённом конверте Первого дня специальным почтовым штемпелем Первого дня.
На марке изображён портрет советского фотографа, фрагмент фотоплёнки, на заднем плане — фотография «Маршал Жуков на Параде Победы». Номинал марки — 14 российских рублей.
На конверте Первого дня изображено фото «Москва. Парад Победы. Съёмка 24 июня 1945 года». Стоимость конверта — 7 российских рублей.
В мероприятии приняли участие заместитель министра связи ДНР Евгений Писаренко и генеральный директор Донецкого республиканского краеведческого музея Денис Кузнецов.

## Провизории
В 1992—1994 годах в связи с переходом на новую валюту (карбованцы) и постоянным повышением тарифов пересылки Донецкий почтамт пользовался собственными провизориями.
Провизории изготовлялись в виде отпечатка штемпеля восьмиугольной формы. Сначала эти штемпели имели атрибутику почты Советского Союза, а с января 1993 года на провизориях появились трезубы и название новой валюты. С трезубом также встречаются провизории прямоугольной формы.
Кроме того, в качестве провизориев местных выпусков были использованы стандартные марки СССР, на которых были сделаны надпечатки нового номинала с рисунками двух типов: скрещённые молоты (с дополнительным указанием года) и трезуб.

Провизории Донецка
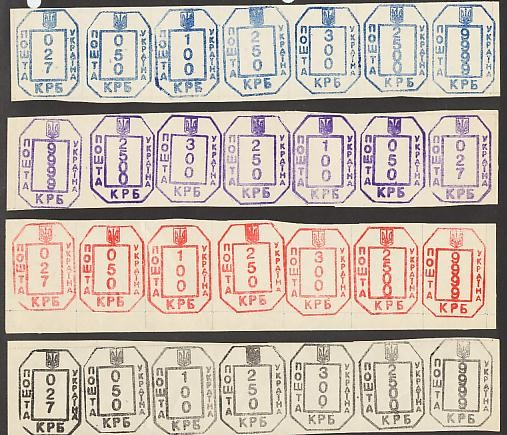
Провизорные марки с трезубом, Донецк-почтамт-2: 27, 50, 100, 250 и 300 крб. (сентябрь 1993; № 2—4, 6, 7); 2500 и 9999 крб. (ноябрь 1994; № 8, 9[22])
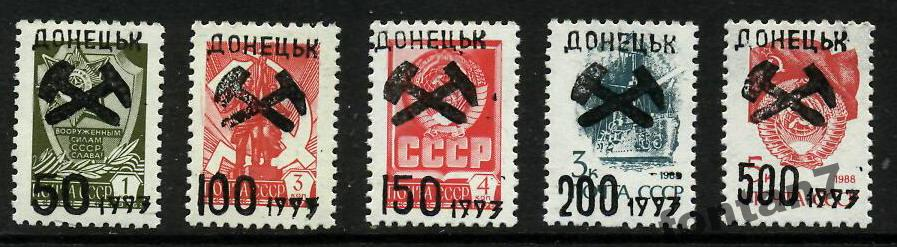
Местный выпуск. Донецк (1993)
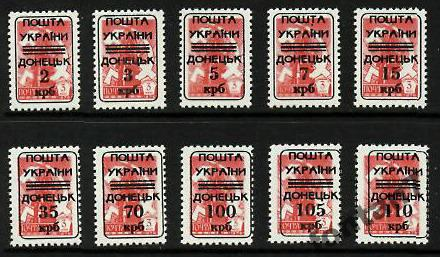
Местный выпуск. Донецк
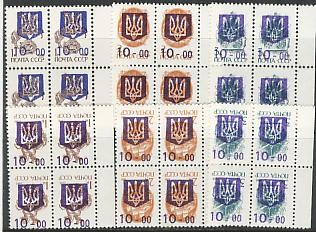
Местные выпуски. Донецк. Серия из 6 марок в квартблоках: 3 прямые + 3 перевёртки

## Почтовые конверты

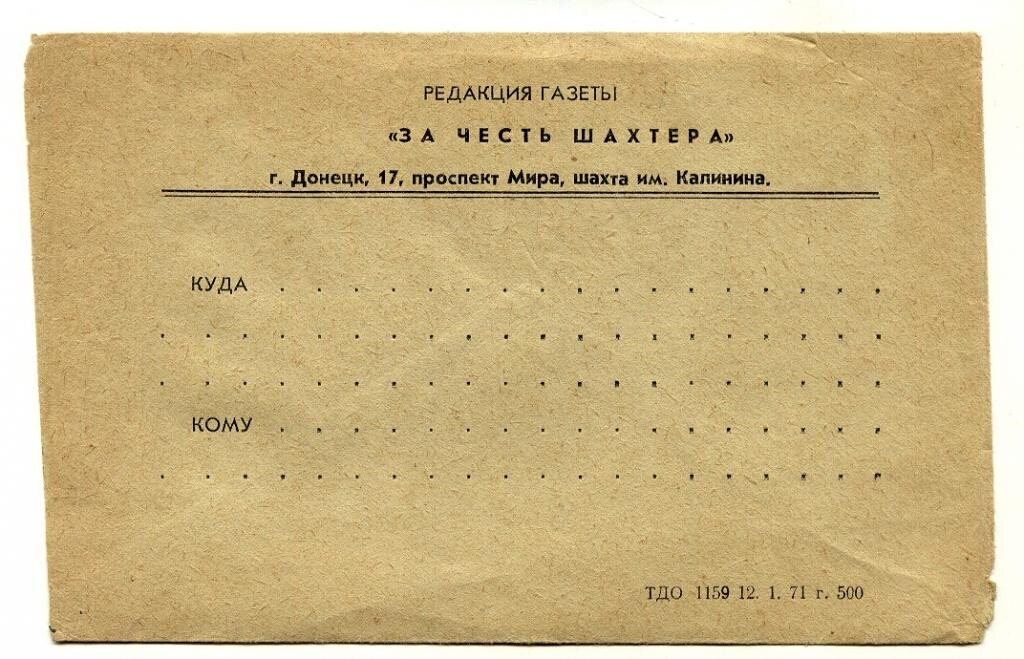
Не прошедший почту местный служебный конверт газеты «За честь шахтёра» (Донецк, 1971)

Всего за годы Советской власти и украинской независимости (по состоянию на 14 ноября 2008 года) было выпущено по крайней мере 66 художественных маркированных и немаркированных конвертов с донецкими сюжетами, в том числе 54 конверта СССР и 12 — Украины.
Первый почтовый конверт на донецкую тематику появился в СССР в 1960 году и посвящался Донецкому театру оперы и балета. Решение по рисунку того или иного почтового конверта принималось художественным советом при Министерстве связи СССР. Таким образом, на конвертах изображались наиболее значимые на общегосударственном уровне события и достопримечательности во всех регионах Советского Союза. Соответственно, такой конверт свидетельствовал о том, что Донецкий театр оперы и балета, наряду с Харьковским, является наиболее значимым учреждением культуры в восточной части Украины. В дальнейшем на конвертах были запечатлены другие памятники и архитектурные сооружения Донецка. Часть конвертов посвящена юбилеям донецких предприятий и организаций. Ещё одной темой конвертов стали текущие события, проводимые в городе, — филателистические выставки, спортивные соревнования, фестивали культуры.
Некоторые темы привлекали к себе внимание почты несколько раз. Так, например, донецкий государственный цирк «Космос» изображён на конвертах четыре раза, памятник Тарасу Шевченко — четыре раза, Донецкий металлургический завод — четыре раза и памятник «Слава шахтёрскому труду» — три раза.
Кроме почтовых конвертов, выпущенных большими тиражами почтой СССР и Украины, также известны служебные конверты донецких организаций и клубные конверты, выпущенные малыми тиражами донецкими объединениями филателистов. Клубные конверты рассматриваются в разделе «Филателистические объединения» данной статьи.
| Хронологический перечень художественных маркированных почтовых конвертов СССР, посвящённых Донецку | Хронологический перечень художественных маркированных почтовых конвертов СССР, посвящённых Донецку                   | Хронологический перечень художественных маркированных почтовых конвертов СССР, посвящённых Донецку | Хронологический перечень художественных маркированных почтовых конвертов СССР, посвящённых Донецку | Хронологический перечень художественных маркированных почтовых конвертов СССР, посвящённых Донецку | Хронологический перечень художественных маркированных почтовых конвертов СССР, посвящённых Донецку |
| Изображение                                                                                        | Надпись на конверте (чему посвящён)                                                                                  | Дата                                                                                               | Художник                                                                                           | Номер в каталоге ЦФА                                                                               | Номинал                                                                                            |
| -------------------------------------------------------------------------------------------------- | --- | -------------------------------------------------------------------------------------------------- | -------------------------------------------------------------------------------------------------- | -------------------------------------------------------------------------------------------------- | -------------------------------------------------------------------------------------------------- |
| | Город Сталино. Театр оперы и балета                                                                                  | 19 октября 1960                                                                                    | Ю. Филдер                                                                                          | 1354, 01354                                                                                        | 40 копеек, 4 копейки                                                                               |
| | Донецк. Памятник партизанам Будёновки                                                                                | 19 января 1962                                                                                     | А. Завьялов                                                                                        | 1830                                                                                               | 4 копейки                                                                                          |
| | Украинская ССР. Донецк. Здание совнархоза.                                                                           | 24 мая 1962                                                                                        | В. Гулов                                                                                           | 2030                                                                                               | 4 копейки                                                                                          |
| изображение конверта. Архивировано 2 декабря 2012 года. (Дата обращения: 15 октября 2010)          | Украинская ССР. Донецк. Дворец физкультуры «Шахтёр»                                                                  | 13 августа 1963                                                                                    | И. Пчелко                                                                                          | 2715                                                                                               | 4 копейки                                                                                          |
| изображение конверта. Архивировано 2 декабря 2012 года. (Дата обращения: 15 октября 2010)          | Донецк. Памятник Т. Г. Шевченко                                                                                      | 21 февраля 1964                                                                                    | Н. Акимушкина                                                                                      | 3032                                                                                               | 4 копейки                                                                                          |
| | Донецк. Улица им. Артёма                                                                                             | 26 сентября 1964                                                                                   | Р. Достян                                                                                          | 3393                                                                                               | 4 копейки                                                                                          |
| изображение конверта. Архивировано 2 декабря 2012 года. (Дата обращения: 15 октября 2010)          | Донецк. Площадь Ленина                                                                                               | 2 августа 1967                                                                                     | В. Морозов                                                                                         | 4789                                                                                               | 4 копейки                                                                                          |
| | Донецк. Железнодорожный вокзал                                                                                       | 28 декабря 1967                                                                                    | Ю. Бронфенбренер                                                                                   | 05068                                                                                              | 4 копейки                                                                                          |
| | Донецк. Металлургический завод                                                                                       | 1967                                                                                               | Н. Ветцо                                                                                           | 5248                                                                                               | 4 копейки                                                                                          |
| изображение конверта. Архивировано 2 декабря 2012 года. (Дата обращения: 15 октября 2010)          | Донецк. Областная библиотека им. Н. К. Крупской                                                                      | 29 апреля 1968                                                                                     | В. Морозов                                                                                         | 5558                                                                                               | 4 копейки                                                                                          |
| изображение конверта. Архивировано 2 декабря 2012 года. (Дата обращения: 15 октября 2010)          | 100 лет Донецку | 2 июля 1968                                                                                        | И. Колонтай                                                                                        | 6429                                                                                               | 4 копейки                                                                                          |
| | 100 лет Донецкой ордена Ленина железной дороге                                                                       | 26 ноября 1969                                                                                     | Ю. Бронфенбренер                                                                                   | 6722                                                                                               | 4 копейки                                                                                          |
| изображение конверта. Архивировано 2 декабря 2012 года. (Дата обращения: 15 октября 2010)          | Донецк. Металлургический завод им. В. И. Ленина                                                                      | 3 июня 1970                                                                                        | Е. Скрыпников                                                                                      | 7057                                                                                               | 4 копейки                                                                                          |
| изображение конверта. Архивировано 2 декабря 2012 года. (Дата обращения: 15 октября 2010)          | 50 лет Донецкому ордена Трудового Красного Знамени политехническому институту                                        | 23 февраля 1971                                                                                    | Ю. Косоруков                                                                                       | 7472                                                                                               | 6 копеек                                                                                           |
| изображение конверта. Архивировано 2 декабря 2012 года. (Дата обращения: 15 октября 2010)          | Донецк. Памятник героям-танкистам                                                                                    | 11 мая 1971                                                                                        | А. Любезнов                                                                                        | 7613                                                                                               | 4 копейки                                                                                          |
| | 100 лет Донецкому ордена Ленина металлургическому заводу им. В. И. Ленина                                            | 18 января 1972                                                                                     | Е. Иванов, Г. Комлев                                                                               | 8007                                                                                               | 4 копейки                                                                                          |
| | Донецк. Дворец бракосочетания                                                                                        | 23 января 1973                                                                                     | Ю. Косоруков                                                                                       | 8689                                                                                               | 4 копейки                                                                                          |
| | Донецк. Универмаг «Белый лебедь»                                                                                     | 29 января 1973                                                                                     | В. Якунин                                                                                          | 8703                                                                                               | 4 копейки                                                                                          |
| | Донецк (на конверте изображены памятник «Слава шахтёрскому труду», пресс-центр стадиона «Локомотив» и другие здания) | 26 марта 1975                                                                                      | Л. Зайцев (фотографы Г. Буланов, В. Вертлецкий)                                                    | | 4 копейки                                                                                          |
| | Донецк. Планетарий                                                                                                   | 23 апреля 1975                                                                                     | Т. Гарнич                                                                                          | 10485                                                                                              | 4 копейки                                                                                          |
| | Студенческие строительные отряды (Донецк перечислен среди прочих названий)                                           | 12 мая 1975                                                                                        | С. Раев                                                                                            | 10529                                                                                              | 4 копейки                                                                                          |
| | Донецк. Пресс-центр                                                                                                  | 4 июня 1975                                                                                        | Н. Ветцо                                                                                           | 10571                                                                                              | 4 копейки                                                                                          |
| | Донецк. Цирк «Космос»                                                                                                | 4 мая 1976                                                                                         | Н. Музыкантова                                                                                     | 11288                                                                                              | 4 копейки                                                                                          |
| | Донецк. Универмаг «Белый лебедь»                                                                                     | 22 ноября 1976                                                                                     | Н. Музыкантова                                                                                     | 11697                                                                                              | 4 копейки                                                                                          |
| изображение конверта. Архивировано 2 декабря 2012 года. (Дата обращения: 15 октября 2010)          | IV чемпионат по лёгкой атлетике среди юниоров. Донецк                                                                | 12 июля 1977                                                                                       | А. Арцименов                                                                                       | 12225                                                                                              | 4 копейки                                                                                          |
| изображение конверта. Архивировано 2 декабря 2012 года. (Дата обращения: 15 октября 2010)          | Донецк. Памятник Т. Г. Шевченко                                                                                      | 2 августа 1977                                                                                     | В. Коновалов                                                                                       | 12267                                                                                              | 4 копейки                                                                                          |
| | Донецк. Аэропорт | 20 декабря 1977                                                                                    | В. Коновалов                                                                                       | 12525                                                                                              | 4 копейки                                                                                          |
| изображение конверта. Архивировано 2 декабря 2012 года. (Дата обращения: 15 октября 2010)          | Донецк. Памятник жертвам фашизма                                                                                     | 20 декабря 1977                                                                                    | Л. Пыхтина                                                                                         | 12526                                                                                              | 4 копейки                                                                                          |
| изображение конверта. Архивировано 2 декабря 2012 года. (Дата обращения: 15 октября 2010)          | Донецк. Цирк «Космос»                                                                                                | 29 марта 1978                                                                                      | В. Власов                                                                                          | 12747                                                                                              | 4 копейки                                                                                          |
| изображение конверта. Архивировано 2 декабря 2012 года. (Дата обращения: 15 октября 2010)          | Донецк. Конференц-зал. Гостиница «Шахтёр»                                                                            | 13 февраля 1979                                                                                    | Ю. Бронфенбренер                                                                                   | 13326                                                                                              | 4 копейки                                                                                          |
| изображение конверта. Архивировано 2 декабря 2012 года. (Дата обращения: 15 октября 2010)          | Донецк. Дворец спорта                                                                                                | 14 сентября 1979                                                                                   | В. Власов                                                                                          | 13791                                                                                              | 4 копейки                                                                                          |
| изображение конверта. Архивировано 2 декабря 2012 года. (Дата обращения: 15 октября 2010)          | Филателистическая выставка «Большой Донбасс». Донецк. 1980. Посвящается 110-летию со дня рождения В. И. Ленина       | 26 ноября 1979                                                                                     | П. Кудрин                                                                                          | 13926                                                                                              | 4 копейки                                                                                          |
| | Донецк. Театр оперы и балета                                                                                         | 14 декабря 1979                                                                                    | И. Пчелко                                                                                          | 13974                                                                                              | 4 копейки                                                                                          |
| изображение конверта. Архивировано 2 декабря 2012 года. (Дата обращения: 15 октября 2010)          | Донецк. Памятник Т. Г. Шевченко                                                                                      | 6 февраля 1980                                                                                     | Г. Пикунова                                                                                        | 14092                                                                                              | 4 копейки                                                                                          |
| | Донецк. Цирк «Космос»                                                                                                | 26 февраля 1980                                                                                    | С. Рощин                                                                                           | 14143                                                                                              | 4 копейки                                                                                          |
| | Донецк. Памятник Артёму                                                                                              | 23 июля 1980                                                                                       | И. Дергилев                                                                                        | 14473                                                                                              | 6 копеек                                                                                           |
| | Донецк. Аэропорт | 6 января 1981                                                                                      | Г. Пикунов                                                                                         | 14742                                                                                              | 4 копейки                                                                                          |
| | Донецк. Гостиница «Шахтёр»                                                                                           | 25 февраля 1981                                                                                    | И. Филиппов                                                                                        | 14822                                                                                              | 4 копейки                                                                                          |
| | Донецк. Детская железная дорога                                                                                      | 10 июля 1981                                                                                       | И. Филиппов                                                                                        | | 4 копейки                                                                                          |
| | Донецк. Цирк «Космос»                                                                                                | 3 декабря 1981                                                                                     | В. Коновалов                                                                                       | 15285                                                                                              | 4 копейки                                                                                          |
| | Донецк. Государственный академический театр оперы и балета                                                           | 22 декабря 1981                                                                                    | В. Коновалов                                                                                       | 15326                                                                                              | 4 копейки                                                                                          |
| изображение конверта. Архивировано 2 декабря 2012 года. (Дата обращения: 15 октября 2010)          | Донецк. Памятник Т. Г. Шевченко                                                                                      | 3 февраля 1982                                                                                     | И. Казакевич                                                                                       | 15447                                                                                              | 4 копейки                                                                                          |
| | Донецк. Академический театр оперы и балета                                                                           | 10 февраля 1983                                                                                    | В. Скворцова                                                                                       | 16090                                                                                              | 5 копеек                                                                                           |
| | Донецк. Дворец молодёжи «Юность»                                                                                     | 27 января 1984                                                                                     | Н. Музыкантова                                                                                     | 84-12                                                                                              | 5 копеек                                                                                           |
| | Донецк. Виадук на реке Кальмиус                                                                                      | 29 апреля 1984                                                                                     | Н. Ветцо                                                                                           | 84-84                                                                                              | 5 копеек                                                                                           |
| | Филателистическая выставка «50 лет Стахановскому движению». Донецк. 1985                                             | 21 августа 1985                                                                                    | И. Филиппов                                                                                        | 84-374                                                                                             | 5 копеек                                                                                           |
| изображение конверта. Архивировано 2 декабря 2012 года. (Дата обращения: 15 октября 2010)          | Филателистическая выставка «Большой Донбасс-84». Донецк                                                              | 22 февраля 1984                                                                                    | В. Коновалов                                                                                       | 84-385                                                                                             | 5 копеек                                                                                           |
| изображение конверта. Архивировано 2 декабря 2012 года. (Дата обращения: 15 октября 2010)          | Донецк. Памятник героям-стратонавтам                                                                                 | 25 октября 1985                                                                                    | В. Коновалов                                                                                       | 85-511                                                                                             | 5 копеек                                                                                           |
| | Кубок СССР по лёгкой атлетике. Финал. Донецк. 1986                                                                   | 26 марта 1986                                                                                      | В. Коновалов                                                                                       | 86-143                                                                                             | 5 копеек                                                                                           |
| | Филателистическая выставка «Большой Донбасс 86». Донецк                                                              | 16 мая 1986                                                                                        | В. Воронин                                                                                         | 86-227                                                                                             | 5 копеек                                                                                           |
| | Донецк (изображён памятник «Слава шахтёрскому труду»)                                                                | 10 апреля 1987                                                                                     | фотография Б. Мусихин, оформление А. Жарова                                                        | | 5 копеек                                                                                           |
| | Международная филателистическая выставка «СССР—ФРГ». Донецк. 1988                                                    | 15 декабря 1987                                                                                    | В. Хмелев                                                                                          | 87-532                                                                                             | 5 копеек                                                                                           |
| | 100 лет Донецкому машиностроительному заводу имени Ленинского комсомола Украины                                      | 24 апреля 1989                                                                                     | В. Шатихин                                                                                         | 89-214                                                                                             | 5 копеек                                                                                           |

| изображение конверта. Архивировано 2 декабря 2012 года. (Дата обращения: 7 декабря 2008) | Донецк. Аэровокзал |  |  |

| Хронологический перечень художественных почтовых конвертов Украины, посвящённых Донецку | Хронологический перечень художественных почтовых конвертов Украины, посвящённых Донецку | Хронологический перечень художественных почтовых конвертов Украины, посвящённых Донецку | Хронологический перечень художественных почтовых конвертов Украины, посвящённых Донецку | Хронологический перечень художественных почтовых конвертов Украины, посвящённых Донецку | Хронологический перечень художественных почтовых конвертов Украины, посвящённых Донецку |
| Надпись на конверте (чему посвящён)                                                     | Дата                                                                                    | Художник                                                                                | Номер в каталоге маркированных конвертов Украины                                        | Номинал                                                                                 | Страна                                                                                  |
| --------------------------------------------------------------------------------------- | --------------------------------------------------------------------------------------- | --------------------------------------------------------------------------------------- | --------------------------------------------------------------------------------------- | --------------------------------------------------------------------------------------- | --------------------------------------------------------------------------------------- |
| Донецк. Автовокзал «Северный»                                                           | 31 июля 1991                                                                            | Фотография: О. Захарченко, Б. Мусихин, оформление О. Голубятникова                      | 2, 2а                                                                                   | 1 карбованец                                                                            | Украина                                                                                 |
| Герб Донецка                                                                            | 1996                                                                                    |                                                                                         |                                                                                         | немаркированный                                                                         | Украина                                                                                 |
| Театр оперы и балета                                                                    | 1996                                                                                    | О. Гаврилов                                                                             |                                                                                         | немаркированный                                                                         | Украина                                                                                 |
| 275 лет Донбасса                                                                        | 11 октября 1996                                                                         | Г. Заднипряный                                                                          | 112                                                                                     | безноминальная марка «Д»                                                                | Украина                                                                                 |
| 125 лет Донецкому металлургическому заводу                                              | 1997                                                                                    | Г. Заднипряный                                                                          |                                                                                         | немаркированный                                                                         | Украина                                                                                 |
| 100 лет Донецкому коксохимзаводу                                                        | 1998                                                                                    | С. Савилов                                                                              |                                                                                         | немаркированный                                                                         | Украина                                                                                 |
| 70 лет Донецкому почтамту                                                               | 1999                                                                                    |                                                                                         |                                                                                         | немаркированный                                                                         | Украина                                                                                 |
| УКРФИЛЭКСП-2000. Донбасс — шахтёрский край                                              | 2000                                                                                    | А. Уточкин                                                                              |                                                                                         | немаркированный                                                                         | Украина                                                                                 |
| III международный фестиваль «Золотой Скиф»                                              | 2001                                                                                    | А. Уточкин                                                                              |                                                                                         | немаркированный                                                                         | Украина                                                                                 |
| Донецкая областная универсальная научная библиотека имени Надежды Крупской              | 2001                                                                                    | Г. Клещар                                                                               |                                                                                         | немаркированный                                                                         | Украина                                                                                 |
| Донецкий государственный театр оперы и балета                                           | 2001                                                                                    | Ю. Боголюбов                                                                            | 458                                                                                     | безноминальная марка «Д»                                                                | Украина                                                                                 |
| IV международный фестиваль «Золотой Скиф»                                               | 2002                                                                                    | В. Рейниш                                                                               |                                                                                         | немаркированный                                                                         | Украина                                                                                 |
| 75 лет от начала движения трамваев в Донецке                                            | 2003                                                                                    | А. Уточкин                                                                              |                                                                                         | немаркированный                                                                         | Украина                                                                                 |
| Донецк. Памятник «Слава шахтёрскому труду»                                              | 29 июля 2003                                                                            | Г. Заднипряный                                                                          |                                                                                         | немаркированный                                                                         | Украина                                                                                 |

## Гашения

### Календарные штемпели

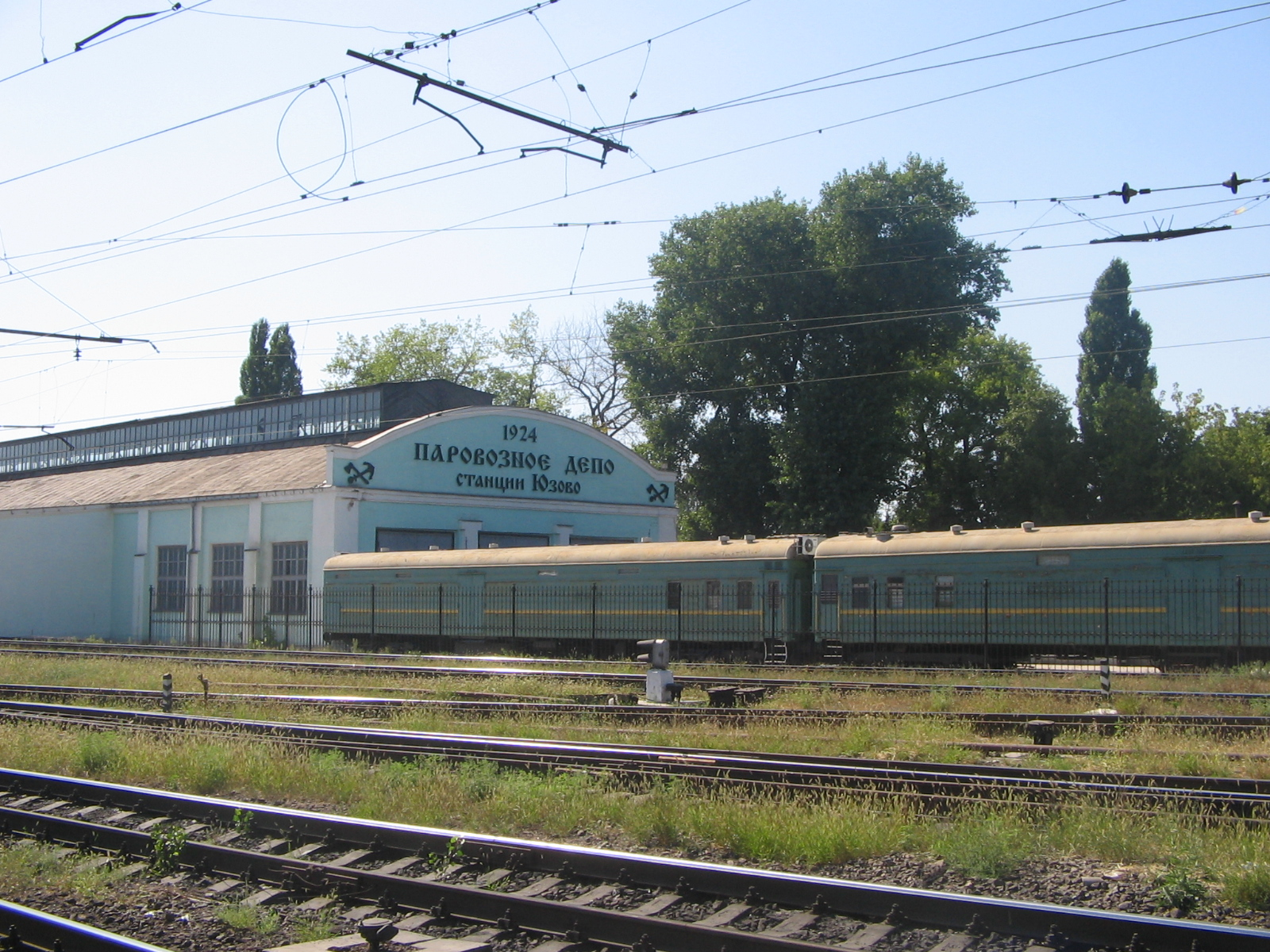
Два почтовых вагона у паровозного депо станции Юзово

На календарных штемпелях отмечаются дата и место отправки почтового отправления. До Октябрьской революции на территории современного Донецка употребляли календарные штемпели почтовых контор «Юзовка», «Ветка», «Рутченково», «Вознесенский рудник» и «Мушкетово».
После переименования в 1924 году города Юзовки в Сталин на штемпелях появилось новое название. Через несколько лет стали использоваться штемпели «Сталино», но также попадались «Сталинно» и «Сталіне». В 1928—1929 годах встречаются штемпели с надписью «СТАЛИН УКР. — СТАЛІН», 1930 год — «СТАЛИН — СТАЛІНО». Одним и тем же штемпелем «СТАЛИНО — СТАЛИНО — УКР.» производились гашения в 1925, 1927, 1931 годах, с 1931 по 1933 год встречался штемпель «СТАЛИННО — УКР» с двумя буквами «Н». В 1936 году встречался штемпель с названием «СТАЛІНЕ».
В 1960 году, после переименования города в Донецк, на почтовых штемпелях стало применяться нынешнее название города. Хождение также имели штемпели с названиями города на украинском и английском языках — «Донецьк» и «Donetsk», соответственно.
Известен штемпель, на котором была допущена ошибка: вместо правильной надписи на украинском языке «Донецьк поштамт» на нём было помещено сочетание украинского и русского слов — «Донецьк почтамт».
Существуют также календарные штемпели Донецкого аэропорта и почтовых вагонов. Наиболее часто использовались почтовые вагоны Донецк—Киев и Донецк—Москва.

Календарные штемпели Донецка
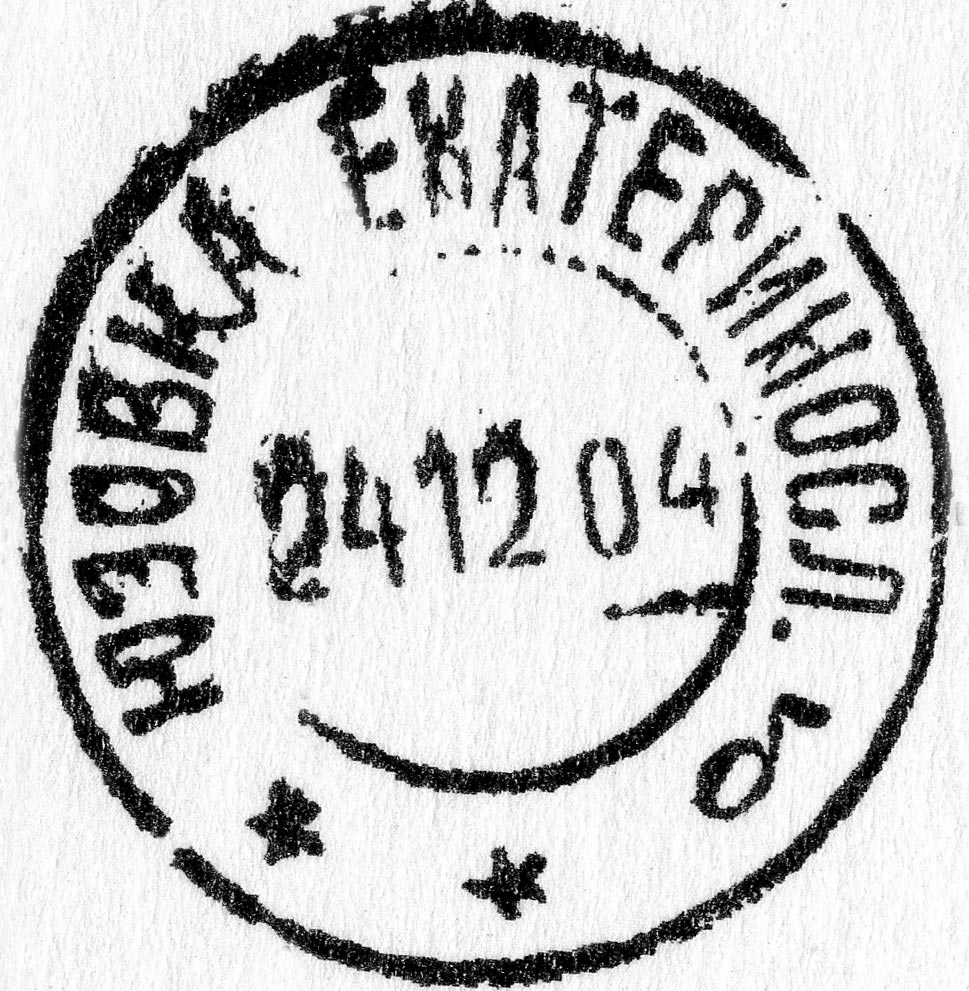
Календарный штемпель Юзовки
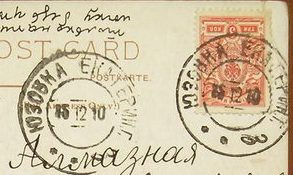
1910: Календарный штемпель Юзовки на стандартной марке Российской империи 1909 года (Sc #75)
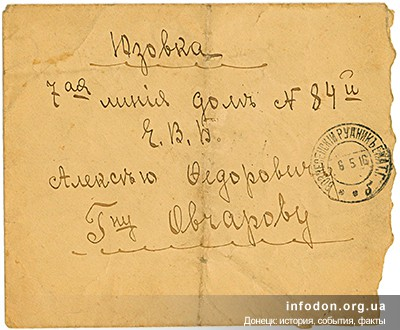
1915: Конверт в Юзовку. 23.07.1915. Виден почтовый штемпель Вознесенского рудника
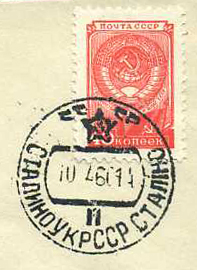
1960: штемпель Сталино на стандартной марке СССР 1957 года (ЦФА [АО «Марка»] № 1388)
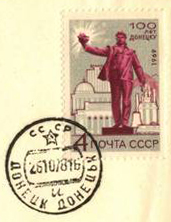
1978: штемпель Донецка на почтовой марке СССР «К 100-летию Донецка» 1969 года (ЦФА [АО «Марка»] № 3777)
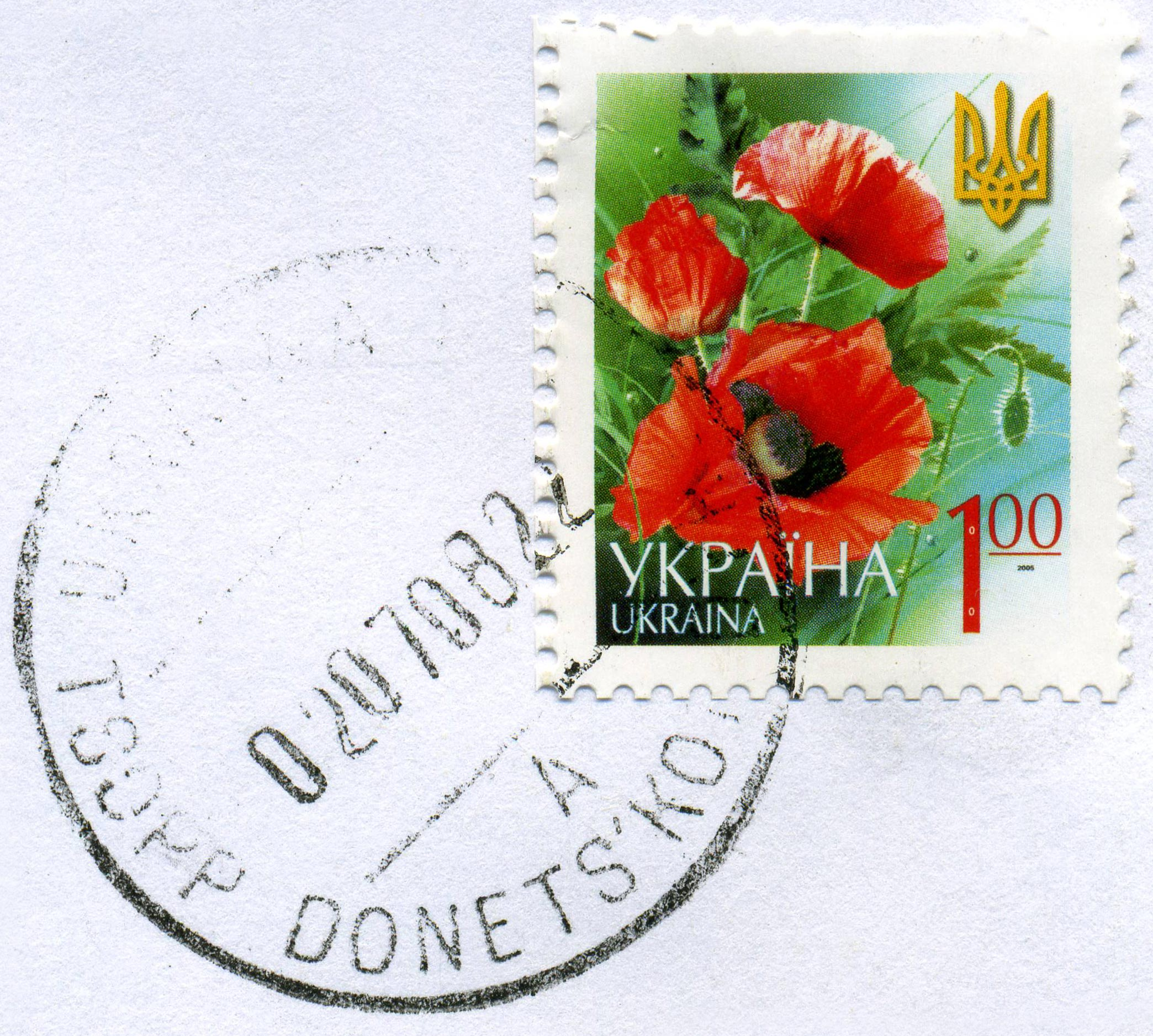
2008: штемпель Донецка на стандартной марке Украины 2005 года «Мак» номиналом в 1 гривну (Mi #694)
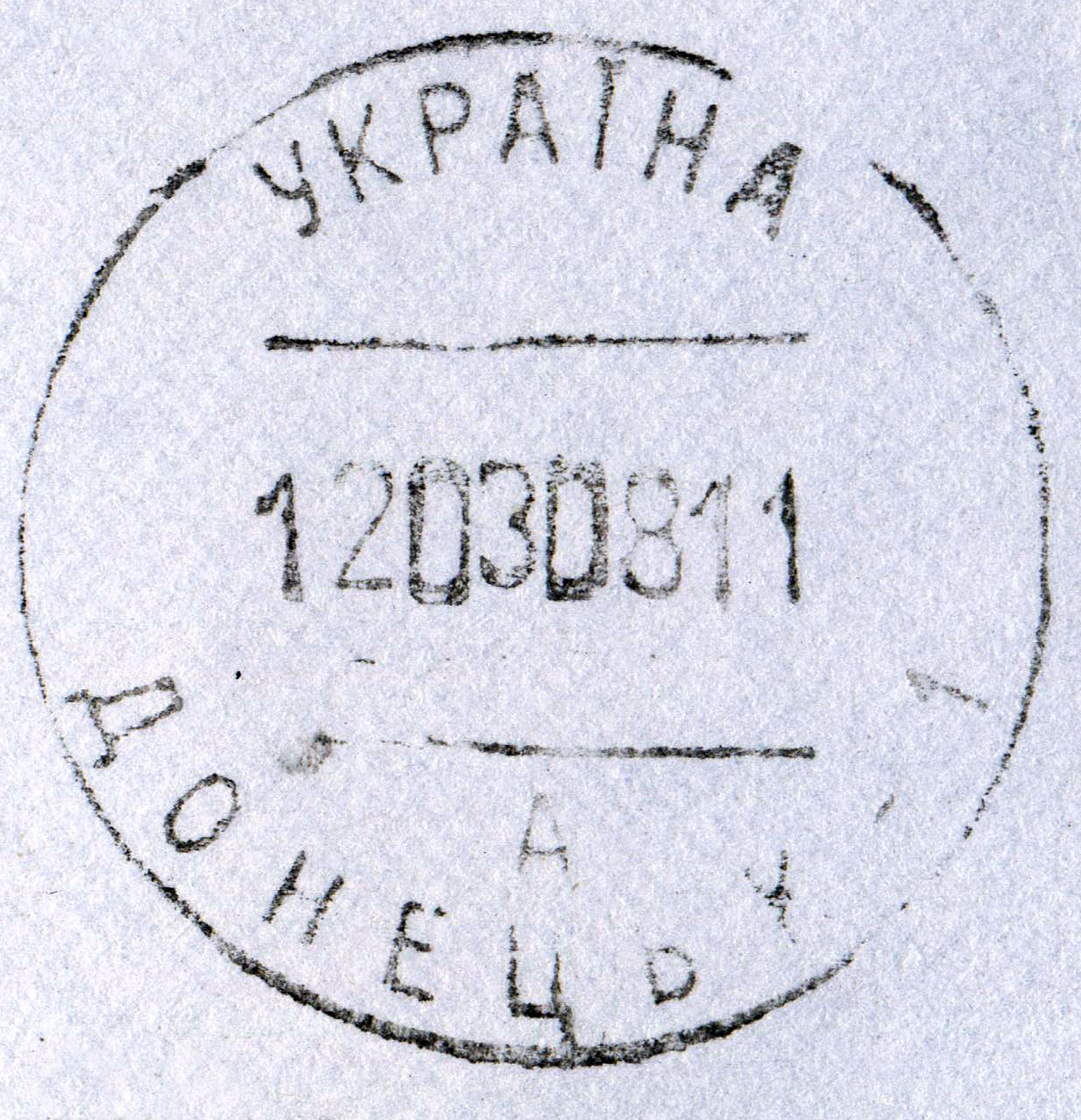
2008: штемпель Донецка
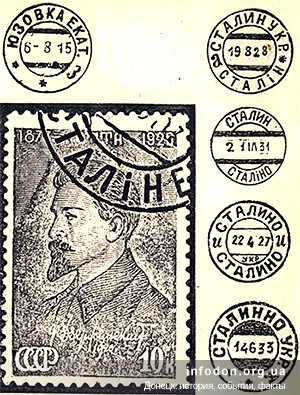
Почтовые календарные штемпели разных лет

### Специальные гашения
Известно большое количество специальных гашений СССР и Украины, непосредственно посвящённых Донецку и событиям в его истории. Существуют также спецгашения, приуроченные к событиям, напрямую не связанным с Донецком, но которые содержат название Донецка как места гашения. Среди них можно назвать специальные гашения по случаю Недели письма, различных праздников (Новый год, День святого Валентина, Пасха) и прочие.
| Хронологический перечень специальных гашений СССР и Украины, выполненных в Донецке         | Хронологический перечень специальных гашений СССР и Украины, выполненных в Донецке | Хронологический перечень специальных гашений СССР и Украины, выполненных в Донецке |
| ------------------------------------------------------------------------------------------ | ---------------------------------------------------------------------------------- | ---------------------------------------------------------------------------------- |
| Легенда: Гашение непосредственно связано с историей города Гашения по случаю общих событий |                                                                                    |                                                                                    |
| Изображение                                                                                | Дата                                                                               | Событие                                                                            |
|                                                                                            | 21 мая 1967                                                                        | «Учредительная конференция Донецкого областного отдела ВОФ»                        |
|                                                                                            | 31 августа 1969                                                                    | «100 лет Донецку»                                                                  |
|                                                                                            | 19—22 мая 1977                                                                     | «IV чемпионат Европы по лёгкой атлетике среди юниоров»                             |
|                                                                                            | 21—26 мая 1979                                                                     | «Восьмой международный конгресс по обогащению углей в Донецке»                     |
|                                                                                            | 29 марта — 13 апреля 1980                                                          | «Филателистическая выставка „Большой Донбасс“»                                     |
|                                                                                            | 10—13 ноября 1984                                                                  | «Филателистическая выставка „Большой Донбасс“»                                     |
|                                                                                            | 25 августа — 8 сентября 1985                                                       | «Филателистическая выставка „50 лет Стахановскому движению“»                       |
|                                                                                            | 14—21 декабря 1986                                                                 | «Филателистическая выставка „Большой Донбасс“»                                     |
|                                                                                            | 22—29 мая 1988                                                                     | «Международная филателистическая выставка „СССР-ФРГ“»                              |
|                                                                                            | 27—28 октября 1990                                                                 | «Филателистическая выставка „Бохум—Донецк“»                                        |
|                                                                                            | 1991                                                                               | 100 лет со дня рождения С. С. Прокофьева                                           |
|                                                                                            | 21—23 мая 1993                                                                     | «2-й слёт геральдистов Украины»                                                    |
|                                                                                            | 29 октября 1993                                                                    | «50 лет института Дондипроуглемаш»                                                 |
|                                                                                            | 4—8 мая 1994                                                                       | «V международный фестиваль детского творчества „Подводные фантазии“»               |
|                                                                                            | 28 августа 1994                                                                    | «125 лет городу Донецку»                                                           |
|                                                                                            | 27 ноября 1994                                                                     | «Союз писателей Украины, 70 лет, Донецкая организация»                             |
|                                                                                            | 19 декабря 1994                                                                    | «70 лет Донецкому областному краеведческому музею»                                 |
|                                                                                            | 15 мая 1996                                                                        | «75 лет старейшему вузу Донбасса — Донецкий технический университет»               |
|                                                                                            | 24 января 1997                                                                     | «125 лет Донецкому металлургическому заводу»                                       |
|                                                                                            | 24 декабря 1999                                                                    | «Филателистическая выставка „Христианство и культура“»                             |
|                                                                                            | 28 мая 2000;                                                                       | «Донбасс — шахтёрский край. 2000. УКРФИЛЭКСП» (спецгашение и гашение первого дня)  |
|                                                                                            | 2000                                                                               | Национальная неделя энергосбережения                                               |
|                                                                                            | 2000                                                                               | Неделя письма                                                                      |
|                                                                                            | 27 августа 2000                                                                    | «День города»                                                                      |
|                                                                                            | 26 января 2001                                                                     | Финал чемпионата мира по шахматам в Москве                                         |
|                                                                                            | 27 мая — 3 июня 2001                                                               | «III международный фестиваль „Золотой Скиф“»                                       |
|                                                                                            | 1—3 июня 2001                                                                      | «Баллонная почта. Второй полёт»                                                    |
|                                                                                            | 2002                                                                               | Пасха                                                                              |
|                                                                                            | 26 мая — 2 июня 2002                                                               | «IV международный фестиваль „Золотой Скиф“»                                        |
|                                                                                            | 4—12 октября 2002                                                                  | «Фестиваль „Звёзды балета“»                                                        |
|                                                                                            | 2003                                                                               | Новый год                                                                          |
|                                                                                            | 2003]                                                                              | Рождество                                                                          |
|                                                                                            | 2003                                                                               | «75 лет от начала движения трамваев в Донецке»                                     |
|                                                                                            | 31 августа 2003                                                                    | «День шахтёра»                                                                     |
|                                                                                            | 2003                                                                               | Неделя письма                                                                      |
|                                                                                            | 2004                                                                               | Новый год                                                                          |
|                                                                                            | 2004                                                                               | День шахтёра                                                                       |
|                                                                                            | 2004                                                                               | Неделя письма                                                                      |
|                                                                                            | 2005                                                                               | Международная неделя письма                                                        |
|                                                                                            | 2007                                                                               | 75 лет Донецкой области                                                            |
|                                                                                            | 2008                                                                               | Пасха                                                                              |
|                                                                                            | 2008                                                                               | 75-летие Голодомора                                                                |
|                                                                                            | 21-07-2.08.2009                                                                    | Юношеский чемпионат Европы по футболу                                              |

### Баллонная почта
В 2001 году Донецкая дирекция УГППС «Укрпочта», совместно с организаторами фестиваля «Золотой скиф», проводили акцию «Баллонная почта», в рамках которой почтовая корреспонденция доставлялось аэростатом в Донецке и Святогорске. Кроме художественного конверта и специальных гашений, изготовленных для этой акции, использовались также бортовые штемпели с номером аэростата и памятный специальный штемпель с номером полёта, который ставился на лицевой стороне конверта, а также наклейка «Баллонная почта». Почтовая корреспонденция каждого полёта, кроме стандартных почтовых реквизитов, дополнительно имела отдельную нумерацию. Надписи бортовых штемпелей выполнены люминесцентной краской и не имеют аналогов в мире. В каждом полёте доставлялось не менее тысячи писем, которые были отправлены в разные регионы Украины и в другие страны, причём большая часть корреспонденции была адресована за границу. Корреспонденция, доставленная этой баллонной почтой, пользуется популярностью у коллекционеров из других городов и стран, большей частью украинцев, принадлежащих канадской, австралийской и немецкой диаспорам.

## Филателистические объединения

### Советское время
В 1959 году был создан Сталинский городской клуб коллекционеров. В клубе участвовали филателисты, нумизматы, бонисты, филокартисты, фалеристы и филуменисты, но филателисты играли в клубе ведущую роль. Выпускались неофициальные клубные конверты, изготовленные силами членов Сталинского (Донецкого) городского общества коллекционеров. Они имели тираж 200—500 экземпляров и распространялись по случаю того или иного события местного или всесоюзного масштаба — в честь Дня шахтёра, годовщины полёта в космос и т. п. Например, один из таких конвертов был посвящён открытию футбольного сезона 1960 года. На конверте запечатлён момент первый игры сезона между командами «Шахтёр» (Сталино) и «Динамо» (Киев) и имеется специальное гашение Общества коллекционеров.

Клубный конверт со спецгашениями Сталинского (Донецкого) городского общества коллекционеров: открытие футбольного сезона 10 апреля 1960 года. Календарный штемпель «Сталино УкрССР Сталіно» на стандартной марке СССР 1957 года

Известны не менее 30 клубных конвертов Сталинского (Донецкого) городского общества коллекционеров:
| Перечень клубных конвертов Сталинского (Донецкого) городского общества коллекционеров           | Перечень клубных конвертов Сталинского (Донецкого) городского общества коллекционеров | Перечень клубных конвертов Сталинского (Донецкого) городского общества коллекционеров |
| ----------------------------------------------------------------------------------------------- | ------------------------------------------------------------------------------------- | ------------------------------------------------------------------------------------- |
| Легенда: Конверт непосредственно связан с историей города Конверт издан по случаю общих событий |                                                                                       |                                                                                       |
| Изображение                                                                                     | Дата                                                                                  | Событие                                                                               |
| изображение конверта. Архивировано 2 декабря 2012 года. (Дата обращения: 15 октября 2010)       | 1959                                                                                  | 90 лет городу Сталино.                                                                |
| изображение конверта. Архивировано 2 декабря 2012 года. (Дата обращения: 15 октября 2010)       | 1959                                                                                  | Слава донецким шахтёрам!                                                              |
| изображение конверта                                                                            | 1960                                                                                  | Открытие футбольного сезона (10 апреля 1960).                                         |
| изображение конверта. Архивировано 2 декабря 2012 года. (Дата обращения: 15 октября 2010)       | 1960                                                                                  | День шахтёра. (1960, 1)                                                               |
| изображение конверта. Архивировано 2 декабря 2012 года. (Дата обращения: 15 октября 2010)       | 1960                                                                                  | День шахтёра. (1960, 2)                                                               |
| изображение конверта. Архивировано 2 декабря 2012 года. (Дата обращения: 15 октября 2010)       | 1960                                                                                  | День коллекционера                                                                    |
| изображение конверта. Архивировано 2 декабря 2012 года. (Дата обращения: 15 октября 2010)       | 1961                                                                                  | Финал кубка СССР по футболу (1961).                                                   |
| изображение конверта. Архивировано 2 декабря 2012 года. (Дата обращения: 15 октября 2010)       | 1961                                                                                  | Первая филателистическая выставка (1961).                                             |
| изображение конверта. Архивировано 2 декабря 2012 года. (Дата обращения: 15 октября 2010)       | 1962                                                                                  | Земля — Марс (1 ноября 1962).                                                         |
| изображение конверта. Архивировано 2 декабря 2012 года. (Дата обращения: 15 октября 2010)       | 1962                                                                                  | 27-е Первенство Украины по боксу. (проводилось в Донецке)                             |
| изображение конверта                                                                            | 1962                                                                                  | Пять лет космической эры («Пятилетие первого искусственного спутника Земли»).         |
| изображение конверта. Архивировано 2 декабря 2012 года. (Дата обращения: 15 октября 2010)       | 1962                                                                                  | 90 лет со дня рождения русского доменщика Курако.                                     |
| изображение конверта. Архивировано 2 декабря 2012 года. (Дата обращения: 15 октября 2010)       | 1962                                                                                  | Кубок страны по футболу вторично завоевала команда «Шахтёр».                          |
| изображение конверта. Архивировано 2 декабря 2012 года. (Дата обращения: 15 октября 2010)       | 1962                                                                                  | Космос-6.                                                                             |
| изображение конверта. Архивировано 2 декабря 2012 года. (Дата обращения: 15 октября 2010)       | 1963                                                                                  | Праздник серпа и молота.                                                              |
| изображение конверта. Архивировано 2 декабря 2012 года. (Дата обращения: 15 октября 2010)       |                                                                                       | Первые спутники.                                                                      |
| изображение конверта. Архивировано 2 декабря 2012 года. (Дата обращения: 15 октября 2010)       |                                                                                       | Фестиваль художественной самодеятельности.                                            |
| изображение конверта. Архивировано 2 декабря 2012 года. (Дата обращения: 15 октября 2010)       |                                                                                       | Неделя письма.                                                                        |
| изображение конверта. Архивировано 2 декабря 2012 года. (Дата обращения: 15 октября 2010)       |                                                                                       | Всесоюзный день шахтёра.                                                              |
| изображение конверта. Архивировано 2 декабря 2012 года. (Дата обращения: 15 октября 2010)       |                                                                                       | Первый групповой полёт в космос завершён!                                             |
| изображение конверта. Архивировано 2 декабря 2012 года. (Дата обращения: 15 октября 2010)       |                                                                                       | 100 лет со дня основания шахты имени Дзержинского.                                    |
| изображение конверта. Архивировано 2 декабря 2012 года. (Дата обращения: 15 октября 2010)       |                                                                                       | Годовщина полёта в космос Титова.                                                     |
| изображение конверта. Архивировано 2 декабря 2012 года. (Дата обращения: 15 октября 2010)       |                                                                                       | День здоровья.                                                                        |
| изображение конверта. Архивировано 2 декабря 2012 года. (Дата обращения: 15 октября 2010)       |                                                                                       | 12 апреля — День космонавтики.                                                        |
| изображение конверта. Архивировано 2 декабря 2012 года. (Дата обращения: 15 октября 2010)       |                                                                                       | Первенство СССР по волейболу среди женщин.                                            |
| изображение конверта. Архивировано 2 декабря 2012 года. (Дата обращения: 15 октября 2010)       |                                                                                       | Дверь в космос открыл советский человек.                                              |
| изображение конверта. Архивировано 2 декабря 2012 года. (Дата обращения: 15 октября 2010)       |                                                                                       | Гражданин СССР врач-космонавт Борис Борисович Егоров.                                 |
| изображение конверта. Архивировано 2 декабря 2012 года. (Дата обращения: 15 октября 2010)       |                                                                                       | 25 часов в космосе.                                                                   |
| изображение конверта. Архивировано 2 декабря 2012 года. (Дата обращения: 15 октября 2010)       |                                                                                       | Праздник серпа и молота (1).                                                          |
| изображение конверта. Архивировано 2 декабря 2012 года. (Дата обращения: 15 октября 2010)       |                                                                                       | 20-летие победы над фашистской Германией.                                             |

Вскоре филателисты отделились от клуба и 21 мая 1967 года образовали Донецкое отделение Всесоюзного общества филателистов. В конце 1960-х годов клуб коллекционеров пришел в упадок и был восстановлен официально в 1984 году под председательством Евгения Александровича Малахи.
Донецкие филателисты проводили свои сборы в следующих местах:
- площадь Ленина,
- одноэтажное здание около универмага «Маяк»,
- городской сад (1970-е годы),
- кинотеатр «Зелёный» в парке Щербакова,
- Дворец культуры имени Куйбышева.

В середине 1960-х годов на бульваре Пушкина в магазине «Всесвіт» начали продавать филателистическую продукцию. Около этого магазина также велась «чёрная» торговля, но серьёзного чёрного рынка филателистических материалов в Донецке не сложилось.

### Современность
Несмотря на упадок активности среди филателистов после распада Советского Союза, в филателистической жизни города в 1990-е и 2000-е годы происходили памятные события, отмеченные спецгашениями и выпуском клубных конвертов. Так, в 1996 году Донецкий областной спортивный комитет рассылал свои материалы в клубных конвертах, на которых были отображены достижения гимнастки Лилии Подкопаевой. В том же году была отпечатана серия клубных конвертов в честь 60-летия футбольного клуба «Шахтёр» с информацией о футболистах. Во время забастовки шахтёров 1998 года был подготовлен клубный конверт с надписью на украинском языке: «Прийшли за зарплатою. Не чекали?».
В 2000-е годы председателем Донецкого областного общества филателистов Ассоциации филателистов Украины был Виталий Плахотник.
Одной из примечательных акций Общества стала отправка 30 декабря 1999 года письма из второго тысячелетия в третье. Для этого самими филателистами был разработан конверт с надписью «В III тысячелетие», на котором были изображены дверь, с одной стороны которой расположены голубь, воздушный шар и поезд, а с другой стороны человеческая рука с земным шаром и надписью «Интернет». В 2000 году члены Донецкого областного общества филателистов настояли на издании почтовой марки Украины, посвящённой Донецкой области. До этого марки региональной тематики на Украине не выпускали, а после выхода миниатюры в честь Донецкой области таковые появились и для остальных областей.
В 2001 году общество филателистов организовало празднование 100-летия земских марок Донецкой области. С этой целью в типографии заказали клубные конверты с картами и описаниями, поместили на них изображение земских марок, а затем провели на почтамтах гашение. В январе 2003 года общество, совместно с Донецкой дирекцией «Укрпошты», подготовило спецгашение по случаю финала чемпионата мира по шахматам между Русланом Пономарёвым и Василием Иванчуком, с использованием официального почтового конверта Украины. Кроме того, донецким филателистом В. П. Рейнишом был изготовлен клубный конверт, на котором на плечах чемпиона красовался золотой венок, выполненный особой, эксклюзивной техникой.
В 2008 году при главпочтамте открылся магазин для филателистов.

### Филателистические выставки
В Донецке проводились следующие филателистические выставки:
- «Большой Донбасс» (29 марта — 13 апреля 1980[25], 10—13 ноября 1984, 14—21 декабря 1986[28]).
- «Уголь-83» (1983) — межобластная филателистическая выставка, в которой приняли участие коллекционеры из 23 городов СССР и ГДР. Председателем оргкомитета выступил И. И. Стрельченко. Выставка включала два класса экспозиций: «почётный» (две коллекции) и «конкурсный» (одна коллективная и 66 индивидуальных коллекций). Ряд коллекций были непосредственно посвящены Донбассу: «Ленин и Донбасс» (Р. С. Харсель), «Донбасс никто не ставил на колени и никому поставить не дано» (Р. С. Харсель), «Это было в Донбассе» (И. Н. Андреев), «Край донецкий» (В. М. Беленький), «Край наш донецкий» (А. А. Туленинов, О. И. Старовойт)[41].
- «50 лет Стахановскому движению» (25 августа — 8 сентября 1985).
- «СССР—ФРГ» (22—29 мая 1988) — международная филателистическая выставка, на которой экспонировались 54 коллекции. Проходила в выставочном комплексе Донецка. Всего медалями различного достоинства были награждены 53 экспоната, 13 из них получили золотые медали. Большие золотые медали получили Х. Майер за «Историю воздушного транспорта СССР», Х. Хофманн за экспонат «Старая Россия (почта русских городов с 1775 по 1914 год)» и москвич Л. Мельников за разработку «Санитарная служба русской армии в годы войны с Японией (1904—1905)»[42].
- «Бохум—Донецк» (27—28 октября 1990).
- «Христианство и культура» (24 декабря 1999).
- УКРФИЛЭКСП-2000 «Донбасс — шахтёрский край» (28 мая 2000).

Эти выставки нашли отражение на конвертах, спецгашениях и односторонних почтовых карточках с оригинальной маркой.
В 2007 году филателистические материалы о Донецке, наряду с другими, посвящёнными Донецкой области, экспонировались в Краматорском историческом музее по случаю 75-летия Донецкой области. Выставку подготовил руководитель Краматорского городского общества филателистов Эдуард Васильевич Сополнов. В экспозицию вошли единственные в мире марки с изображением Джона Юза, Петра Горлова, Алексея Стаханова, Прасковьи Ангелиной и других людей, прославивших Донбасс.
В 2009 году в Донецком областном краеведческом музее проводилась выставка, приуроченная ко Всемирному дню почты. Работники музея подготовили и выставили на всеобщее обозрение открытки, штемпели и расписные конверты из фондовых коллекций, а донецкий филателист Вадим Рейниш продемонстрировал свою коллекцию «По следам „12 стульев“».
Коллекции донецких филателистов удостаивались наград на филателистических выставках. В частности, коллекции Вадима Рейниша получали медали разных достоинств на 6-й, 7-й и 8-й Национальных филателистических выставках Украины. Его тематическая экспозиция «По следам „12 стульев“», составленная из 86 марок, трёх блоков и 128 конвертов получила большую серебряную медаль на выставке в Одессе. Филателист В. А. Харченко получил золотую медаль за коллекцию «Христианство и религия» на филателистической выставке в Донецке и позолоченную медаль за коллекцию «Космические технологии Украины» на филателистической выставке в Днепропетровске.
| Филателистическая выставка, посвящённая Всемирному дню почты и проводившаяся в Донецком главпочтамте с 6 по 16 октября 2010 года | Филателистическая выставка, посвящённая Всемирному дню почты и проводившаяся в Донецком главпочтамте с 6 по 16 октября 2010 года |
| --- | --- |
| | |
| Тематическая экспозиция, посвящённая чемпионату мира по футболу 1998 года                                                        | Тематическая экспозиция «По следам „12 стульев“» Вадима Рейниша                                                                  |